# Bazylika katedralna Wniebowzięcia Najświętszej Maryi Panny w Płocku

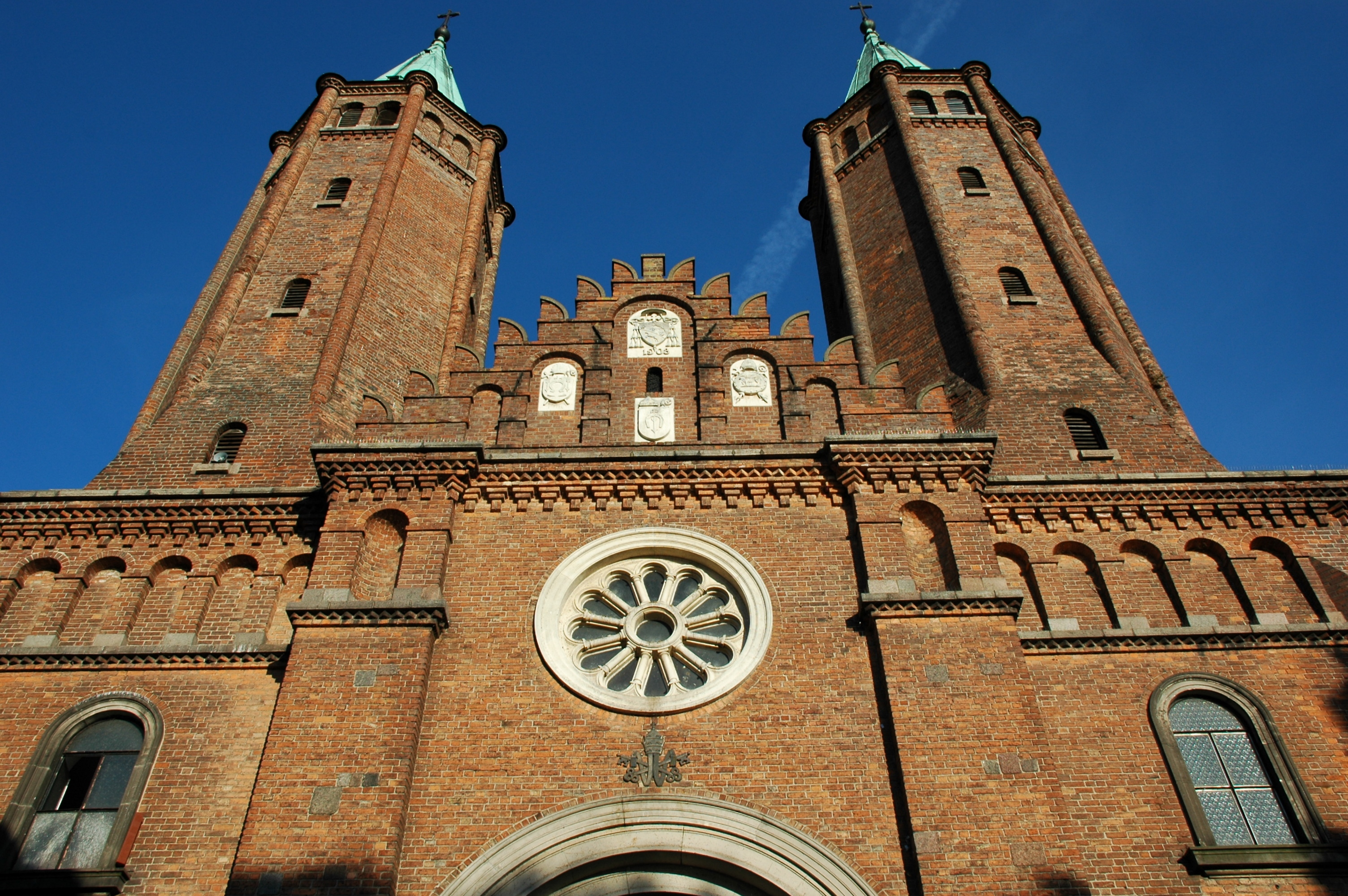
Fasada katedry

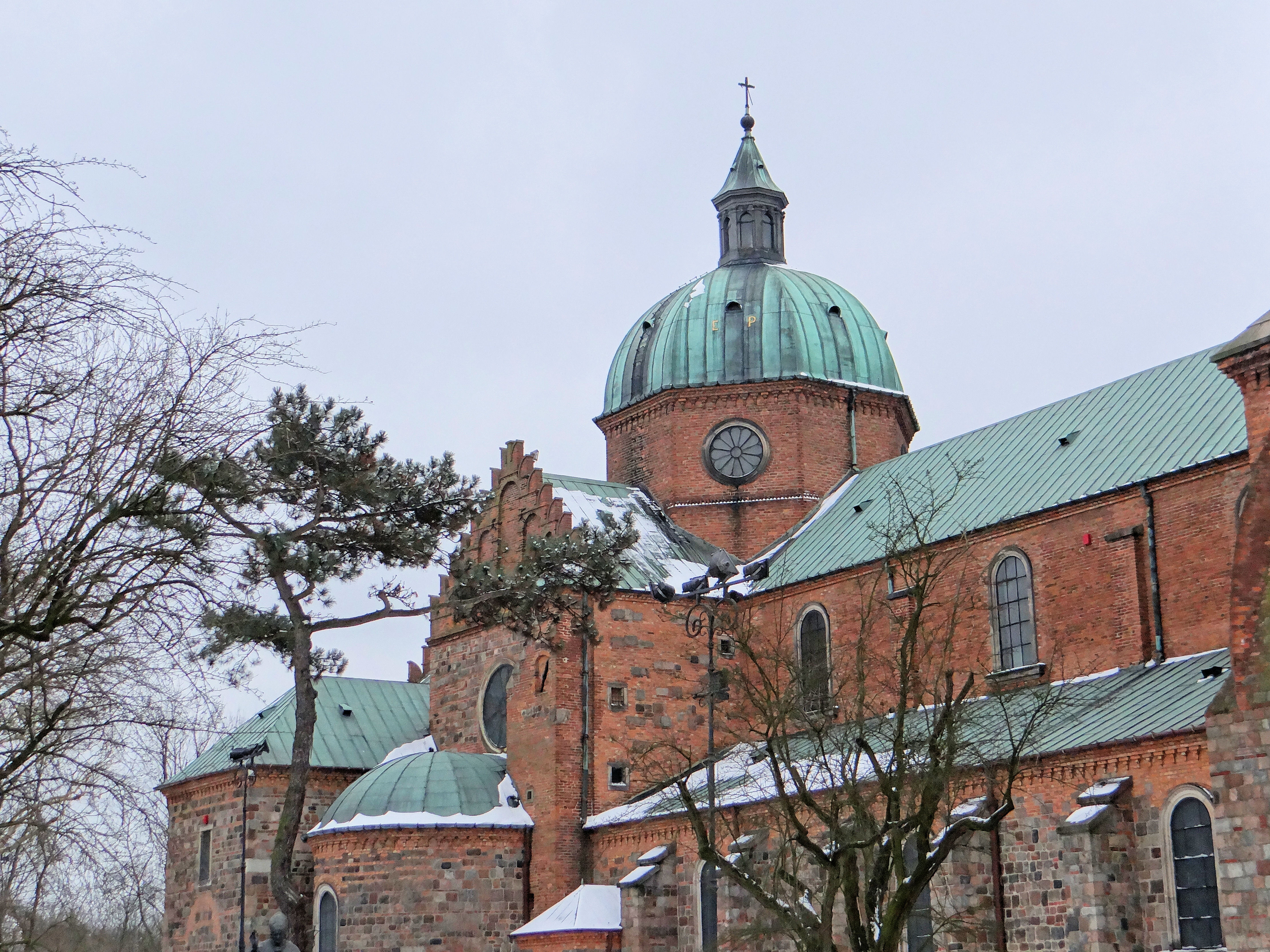
Renesansowa kopuła katedry

Bazylika katedralna Wniebowzięcia Najświętszej Maryi Panny – jedna z pięciu najstarszych katedr w Polsce zbudowana w tym miejscu po raz pierwszy pod koniec XI wieku. W obecnej renesansowej formie po zbudowaniu katedry na nowo w XVI wieku oraz po przebudowie z lat 1900-1903. Jest położona na wznoszącym się 60 m nad Wisłą na Wzgórzu Tumskim, miejsce pochówku władców Polski. 

## Historia

### I katedra romańska (XI wiek)
Pierwsza murowana katedra została zbudowana niedługo po ustanowienia biskupstwa płockiego w 1075 roku, a więc w czasach panowania w Płocku księcia Władysława Hermana, natomiast jej fundatorem mógł być też polski król Bolesław II Szczodry. Z tej świątyni zachował się tylko zarys fragmentu półkolistej absydy odnaleziony podczas badań archeologicznych. W 1102 został w katedrze pochowany Władysław Herman i jego żona, czeska księżna Judyta Przemyślidka. Około 1127 roku katedra ta została zniszczona podczas najazdu Pomorzan.

### II katedra romańska bpa Aleksandra z Mallone (XII wiek)
Po 1127 roku w miejscu pierwszej zburzonej katedry, biskup płocki Aleksander z Malonne przystąpił do budowy nowej świątyni. Wg Jana Długosza w 1138 roku pochowano w niej księcia Bolesława III Krzywoustego. Katedra została konsekrowana w 1144. Została ona wzniesiona ze starannie opracowanych ciosów granitowych (ciosy licowe były kwadratowe lub prostokątne o wymiarach: w warstwie niższej do 36 cm długości i do 21 cm wysokości, oraz w warstwie wyższej do 65 cm długości i do 32 cm wysokości). Była to trójnawowa bazylika z transeptem i prezbiterium zakończonym apsydą. Chór zachodni flankowały dwie wieże. Schematyczny obraz romańskiej katedry znajduje się na pieczęci katedry z 1289.
W trakcie przebudowy katedry w 1901 odnaleziono oryginalne głowice romańskie i wmurowano je w ściany przylegającego do katedry Muzeum Diecezjalnego. Podczas badań archeologicznych w roku 1980 odsłonięto fundament wschodniej apsydy.
Do katedry płockiej przeznaczone były dwuskrzydłowe drzwi z brązu, zwane drzwiami płockimi. Zostały one odlane w Magdeburgu w latach 1152–1156. W niewyjaśnionych do dziś okolicznościach znalazły się one w Nowogrodzie Wielkim i tam do dziś zdobią sobór św. Zofii.

#### Przebudowa gotycka
W 1233 katedra romańska została uszkodzona przez pożar, w 1243 została uszkodzona przez Prusów, a w latach 1288–1289 przez Litwinów. Zniszczenia wymagały podjęcia prac renowacyjnych. Największą zmianą była dobudowa gotyckich wież zachodnich. Powstały one najpóźniej na przełomie XIII i XIV w. Stare zapiski z archiwum katedralnego informują, że w tym czasie w ich przyziemnej części były dwie kaplice wieżowe. Prace remontowe w tym czasie były jednak prowadzone wyłącznie dorywczo i zniszczenie świątyni postępowało. Kazimierz Wielki nakazał, aby kościół został gruntownie odnowiony po jego śmierci, czego jednak nie uczyniono. Spowodowało to dalszą dewastację katedry. Nadal prowadzono prowizoryczne naprawy. W 1393 ufundowano ołtarz w kaplicy św. Marcina. Dopiero w 1442 pokryto katedrę nową dachówką i dokonano jej gruntownego remontu, który jednak okazał się nietrwały, gdyż w 1492 dzwony katedralne, z obawy przed zawaleniem się wież, zostały przeniesione na Wieżę Zegarową w pobliskim zamku. W latach 1480–1497 zbudowano przy katedrze kaplicę św. Piotra ufundowaną przez biskupa Piotra z Chodkowa. W 1504 roku dawny skarbiec książęcy przy katedrze zamieniono na kapitularz.

### Katedra renesansowa z XVI wieku
W wyniku pożaru w 1531 doszło do zawalenie się lewej nawy kościoła wraz ze sklepieniem, oraz stropu prezbiterium. W 1531 bp Andrzej Krzycki postanowił wznieść nową świątynię. W latach 1531–1535 zbudowano od fundamentów trójnawową orientowaną bazylikę katedralną w stylu renesansowym z kopułą. Prace prowadził warsztat włoski wg projektu Bernardina de Gianotis, Rzymianina. Do budowy ścian użyto częściowo granitowych ciosów pochodzących z romańskiej katedry. Prace wykończeniowe trwały jeszcze potem przez kilkanaście lat. Dokonano również koniecznych napraw i uzupełnień. Zachowano dawną strukturę przestrzenną bazyliki z transeptem, ale uzupełniono ją nowymi elementami i formami włoskiego odrodzenia. Nie wzniesiono przewidzianej w umowie wieży-dzwonnicy. Autorami byli włoscy budowniczowie pracujący przedtem dla króla Zygmunta na Wawelu – Bernardinus de Gianottis, Giovanni Cini ze Sieny i Filip z Fiesole. W 1537 roku wzmiankowano budowniczego katedry Jana Baptystę Włocha.
Tymczasem nim zakończono te zasadnicze prace architektoniczne, niespodziewanie ukazały się nowe pęknięcia w sklepieniach. Częste zmiany na urzędzie biskupa płockiego powodowały, iż żaden z następców bp. Krzyckiego nie zdołał w pełni poświęcić się dalszemu remontowi. Uczynił to dopiero bp Andrzej Noskowski. Za jego rządów dokonano koniecznych napraw i uzupełnień, oraz doprowadzono do końca zasadniczą budowę płockiej świątyni renesansowej. W 1550 roku król zezwolił na dostawienie kaplic dla wzmocnienia murów katedry. W latach 1556–1563 wydłużono prezbiterium i oraz dostawiono dwie zachodnie wieże z przedsionkiem i emporą muzyczną między nimi - pracami kierował Jan Baptysta z Wenecji.
Czarną plamą w renesansowej przebudowie katedry jest zatracenie wszystkich przedrenesansowych grobowców i epitafiów.

### Katedra klasycystyczna
Dzięki bp. Michałowi Jerzemu Poniatowskiemu w latach 1784–1787 dokonano kolejnej przebudowy katedry. Najbardziej zagrożoną runięciem fasadę obudowano, zgodnie z założeniami klasycyzmu, grubymi murami, przyozdobionymi ciężką attyką z gzymsami, wspartą sześcioma jońskimi kolumnami. Taki wygląd fasady raził ówczesnych krytyków swym niezharmonizowaniem z pozostałą częścią kościoła. W tym samym czasie dokonano gruntownej renowacji będącej w złym stanie technicznym katedry i wykończono dwie nowe kaplice w świątyni – Najświętszego Sakramentu i św. Zygmunta.

### Katedra obecna
W 1900 okazało się, że stan katedry jest fatalny i niebezpieczny dla wiernych. Przy rozbiórce niektórych elementów ujawniły się pęknięcia aż do fundamentów. Kapituła zdecydowała się wówczas na gruntowny remont katedry, oraz odtworzenie wyglądu świątyni renesansowej. Projekt przebudowy zlecono Stefanowi Szyllerowi.
Restauracja polegała najpierw na odbudowaniu od zewnątrz dolnych partii starych murów i na zbudowaniu bocznych ścian z nowych ciosów granitowych. Górne ściany odbudowano z nowej cegły, której w tym celu wypalono milion sztuk. Najdelikatniejszą sprawą było dobudowanie zniszczonych już w XV w. wież. Zębate grzebienie szczytów nieco uzupełniono, wyprostowano i zakotwiczono. Wzniesiono nową kopułę zwieńczoną kamienną latarnią. W celu upamiętnienia najważniejszych prac architektonicznych związanych z katedrą od chwili jej powstania Zygmunt Langman wykonał w piaskowcu cztery tablice herbowe najbardziej zasłużonych dla katedry biskupów. Umieszczono je w blendach arkadowych szczytu fasady. W portalu wmurowano płaskorzeźbę przedstawiającą ofiarowanie katedry płockiej Matce Bożej.
W 1903 po trzech latach prac, 8 listopada biskup płocki Jerzy Szembek dokonał rekonsekracji katedry. Natomiast w latach 1904–1916 powstała polichromia autorstwa Władysława Drapiewskiego.
1 lipca 1910 papież Pius X obdarzył katedrę tytułem bazyliki mniejszej, pisząc o tym w specjalnym liście:
Starożytnością swoją celuje nad wszystkimi kościołami katedralnymi w Polsce pod panowaniem rosyjskim. Odznacza się architekturą, malowidłami ściennymi i witrażami; niemniej sławią ją niezliczone pomniki sztuki dawnej. Tam dwaj królowie pochowani oczekują w pokoju na zmartwychwstanie, świetny ich sarkofag tenże kościół zdobi. Posiada też znakomite relikwie świętych, a głowę św. Zygmunta, króla burgundzkiego, od dawna przechowuje ze czcią religijną. Skarbiec obfituje w godne podziwu naczynia święte i w drogocenne aparaty. Przy kościele jest muzeum, które szczyci się posiadaniem sławnych okazów wszelkiego rodzaju sztuki.

## Kalendarium historyczne

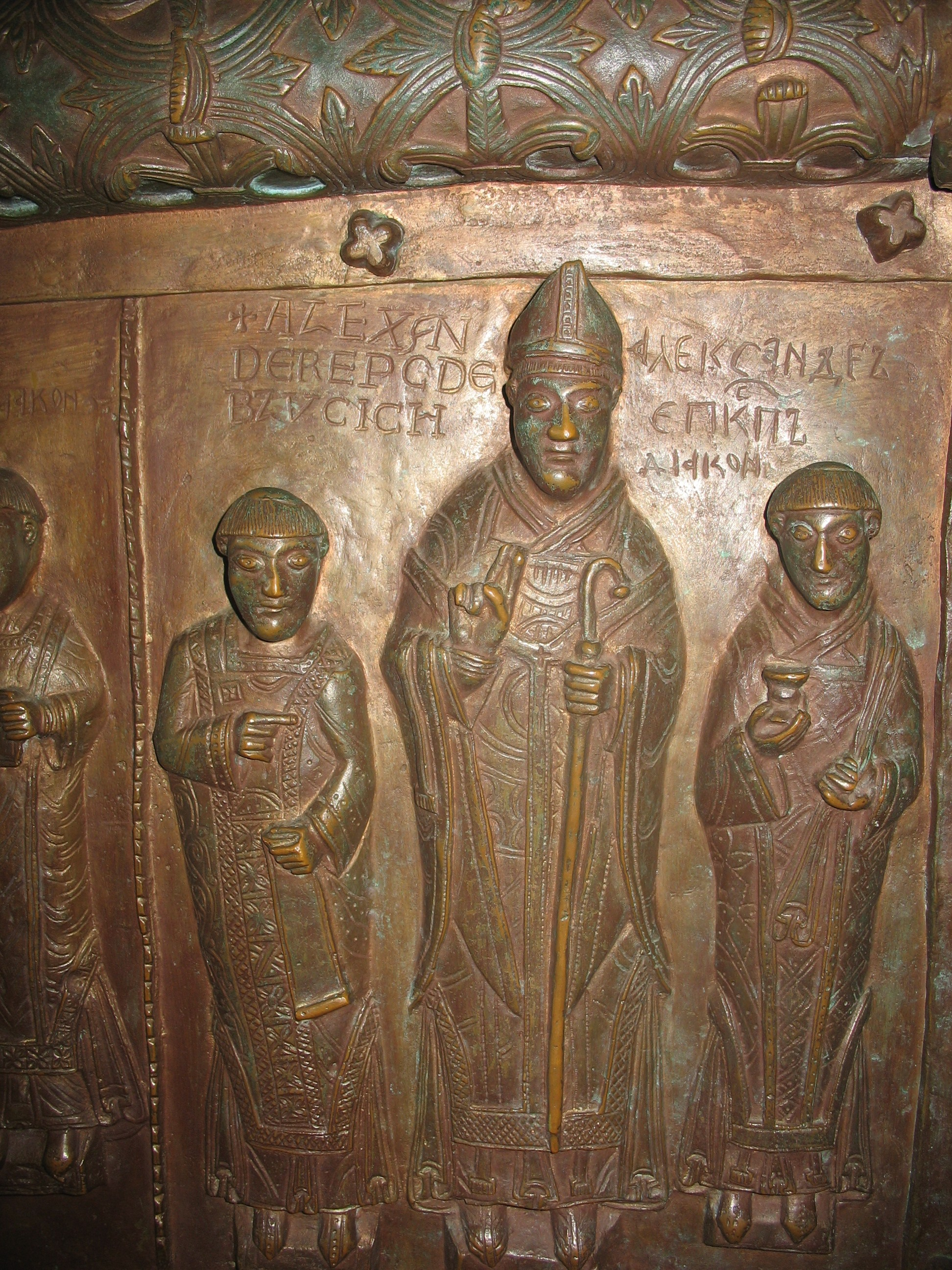
Fundator katedry – bp Aleksander z Malonne

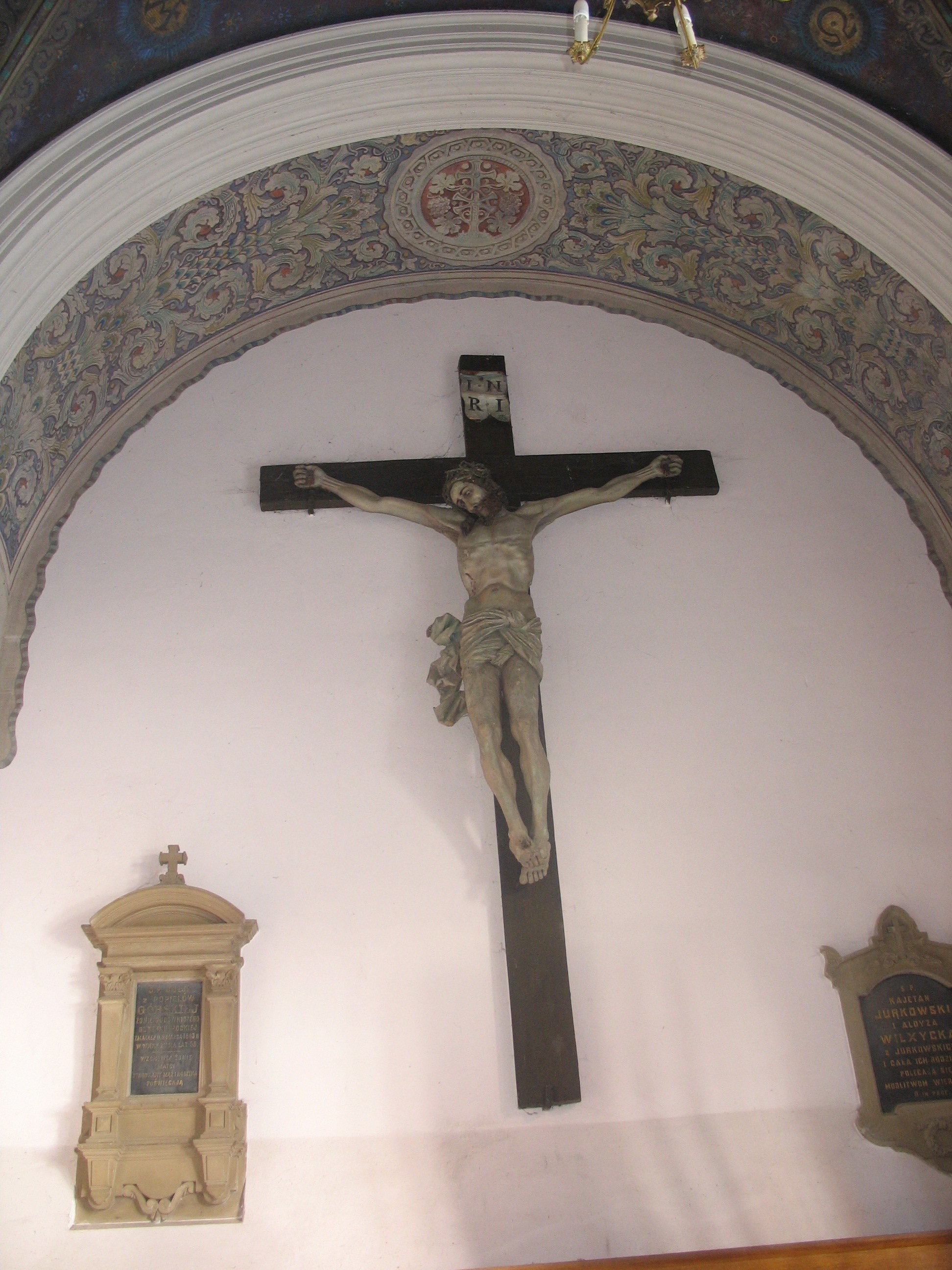
Okazały krucyfiks w kruchcie katedry

- 1075 – powstanie diecezji płockiej
- koniec XI wieku – budowa pierwszej katedry
- 1126/1127 – najazd Pomorzan na Płock. Wówczas najprawdopodobniej spłonęła pierwsza katedra
- 1130–1144 – budowa nowej, romańskiej katedry przez biskupa Aleksandra z Malonne
- ok. 1230 – książę Konrad mazowiecki przekazał katedrze słynny kielich z pateną, do dziś przechowywany w skarbcu katedralnym.
- XIII w. – dobudowa dwóch gotyckich wież
- 1350 – król Kazimierz Wielki ofiarował hermę na relikwie św. Zygmunta – patrona Płocka. Herma do dziś jest chlubą katedry, przechowywana jest w skarbcu.
- 1492 – ze względu na stan wież, dzwony katedry zostały przeniesione do wieży pobliskiego zamku
- 1530 – wielki pożar katedry
- XVI w. – ponieważ próby odbudowy katedry romańskiej nie powiodły się, biskup Andrzej Krzycki zawarł kontrakt na budowę nowej świątyni z architektem Bernardinem synem Zanobiego Gianottiego (de Gianotis) rzeźbiarzem Giovannim Cinim ze Sieny i przedsiębiorcą budowlanym Filipem z Fiesole, pracującymi wcześniej przy budowie Kaplicy Zygmuntowskiej i przebudowie zamku na Wawelu. Pod ich kierunkiem w latach 1531–1535 wzniesiono trójnawową bazylikę z centralizującą częścią wschodnią, wzorowaną na rzymskich bazylikach przełomu XV/XVI w., zwłaszcza na kościele augustianów (Sant’Agostino). Do budowy użyto granitowych ciosów z rozebranej katedry romańskiej. Była to pierwsza renesansowa katedra na północ od Alp, zaprojektowana zgodnie z teoretycznymi założeniami Francesca di Giorgio Martiniego i Leonarda da Vinci. Około roku 1560 na polecenie biskupa Andrzeja Noskowskiego architekt Jan Baptysta z Wenecji znacznie rozbudował prezbiterium katedry i dostawił dwie ceglane wieże zachodnie.
- 1787–1789 – biskup płocki Michał Poniatowski, rodzony brat króla Stanisława Augusta przebudował zachodnią fasadę katedry, dostawiając klasycystyczny, kolumnowy portyk (rozebrany ok. 1900).
- 1825 – szczątki władców Polski – Władysława Hermana i Bolesława Krzywoustego zostały przeniesione spod posadzki w prezbiterium do sarkofagu w kaplicy pod północną wieżą, zw. odtąd „Kaplicą Królewską”.
- 1901–1903 – gruntowna renowacja i przebudowa świątyni według projektu architekta Stefana Szyllera, który przywrócił katedrze XVI-wieczny charakter.
- 1904–1916 – powstanie katedralnej polichromii autorstwa Władysława Drapiewskiego
- 1910 – papież Pius X nadał katedrze tytuł bazyliki mniejszej
- 1939 – wybuch II wojny światowej. Bomby niemieckie zniszczyły kaplicę św. Zygmunta. Bazylika została zamknięta dla wiernych, hitlerowcy urządzili w niej skład mebli.
- 1945 – ponowne otwarcie kościoła
- 1965 – biskup płocki Bogdan Sikorski powołał do życia parafię katedralną pw. św. Zygmunta. Jej pierwszym proboszczem został ks. Stanisław Kutniewski. Parafia początkowo liczyła ok. 12 tys. wiernych, obecnie (2021 r.) na terenie parafii mieszka jedynie ok. 5 tys. mieszkańców[8].
- 1978 – proboszczem katedry mianowany został ks. Stefan Budczyński
- 1982 – prymas Polski kard. Józef Glemp dokonał poświęcenia kopii romańskich „Drzwi Płockich”.
- 1986 – proboszczem katedry mianowany został ks. Wacław Gapiński.
- 1991 – wizytę w katedrze złożył papież Jan Paweł II. Przewodniczył nabożeństwu ku czci Serca Jezusowego i wygłosił homilię.
- 2003 – renowacja i nieznaczna przebudowa katedralnego prezbiterium. Ufundowany został też nowy ołtarz i lektorium; proboszczem świątyni mianowany został ks. Janusz Filarski
- 2005–2007 – całkowita renowacja kaplicy Najświętszego Sakramentu
- 2007–2008 – renowacja dwóch najstarszych ołtarzy katedry: Matki Bożej Mazowieckiej i Ukrzyżowania.
- 2009 – proboszczem katedry mianowany został ks. Marek Zawadzki
- 2013 – proboszczem katedry został mianowany ks. kan. Stefan Cegłowski
- 2015 – rozpoczęto gruntowny remont katedry płockiej
- 2018 – zespół Wzgórza Tumskiego uzyskał status pomnika historii[9].

## Wygląd zewnętrzny

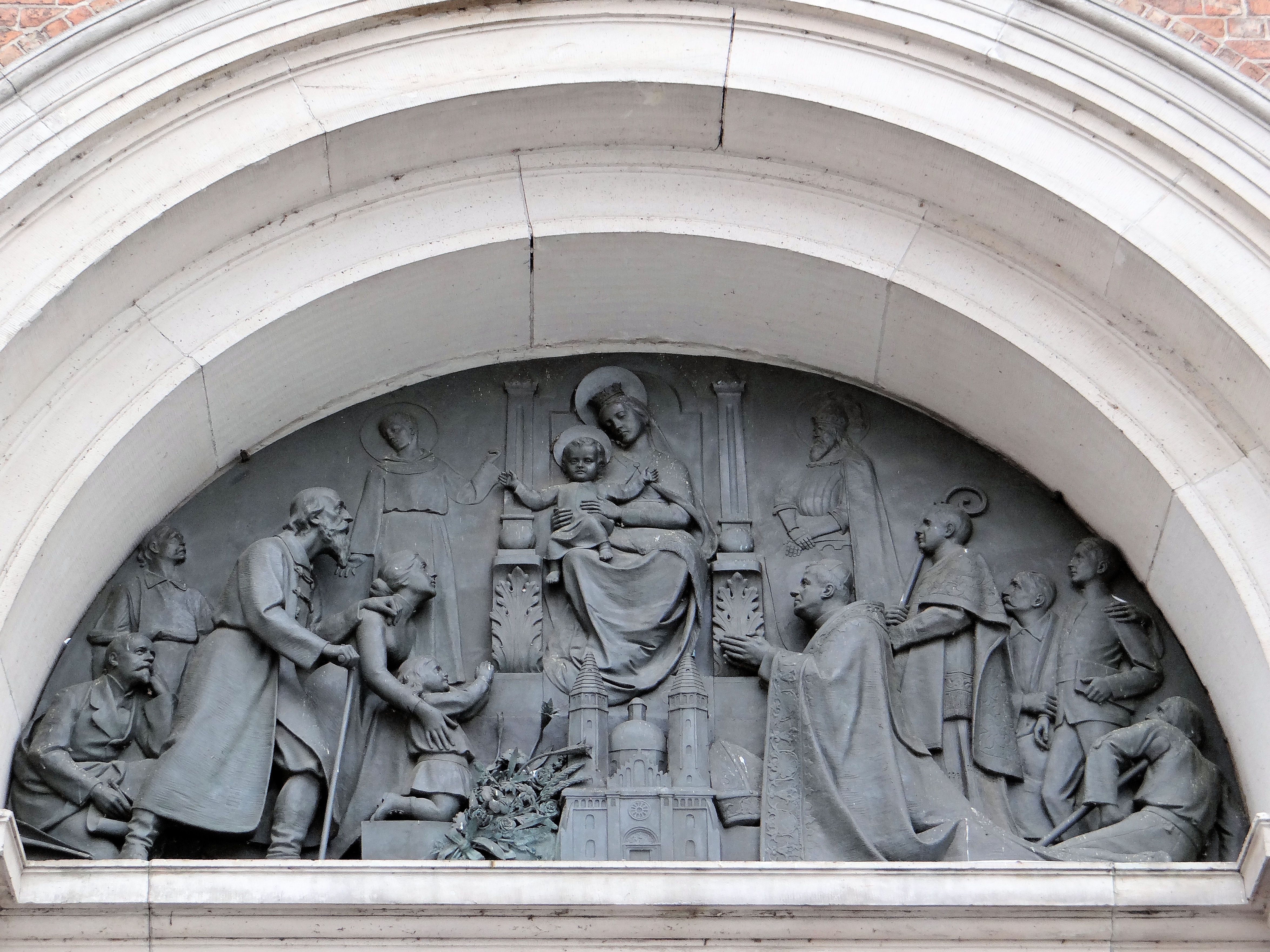
Tympanon nad wejściem do katedry

Obecny wygląd zewnętrzny katedry pochodzi z czasów ostatniej przebudowy w latach 1901–1903. Główne wejście do bazyliki znajduje się od strony zachodniej, natomiast prezbiterium położone jest po stronie wschodniej. Jest to trójnawowa bazylika z dwiema wieżami, kopułą, czterema kaplicami bocznymi, dwiema zakrystiami, skarbcem i kapitularzem.
Na szczycie, znajdującym się na fasadzie, umieszczono w XX w. cztery tablice z herbami tych biskupów płockich, którzy odegrali największą rolę w budowie i przebudowach płockiej bazyliki: Aleksandra z Malonne, Andrzeja Noskowskiego, Michała Poniatowskiego i Jerzego Szembeka. Poniżej herbów neoromańska rozeta wykonana z piaskowca. Do katedry prowadzi współcześnie wykuty w kamieniu arkadowo-kolumnowy portal. W jego górnej części znajduje się tympanon, przedstawiający scenę ofiarowania Matce Bożej Mazowieckiej, której towarzyszą św. Zygmunt i św. Stanisław Kostka, oraz wykonawcy ostatniej przebudowy katedry z XX w. i przedstawiciele wszystkich stanów. Fasada bazyliki została gruntownie odnowiona w 2004 r.
W 2015 r. przeprowadzono remont elewacji północnej wieży łącznie z pokryciem dachu. W roku 2016 przeprowadzono remont elewacji wieży południowej wraz z pokryciem dachu. Przy tej okazji w kuli na szczycie wieży znaleziono "kapsułę czasu" z okolicznościowym tekstem z 1903 r. spisanym na pergaminie, a dotyczącym remontu katedry w latach 1901-1903. W 2020 r. rozpoczęto wymianę pokrycia dachowego nawy głównej.

## Wnętrze

### Drzwi Płockie

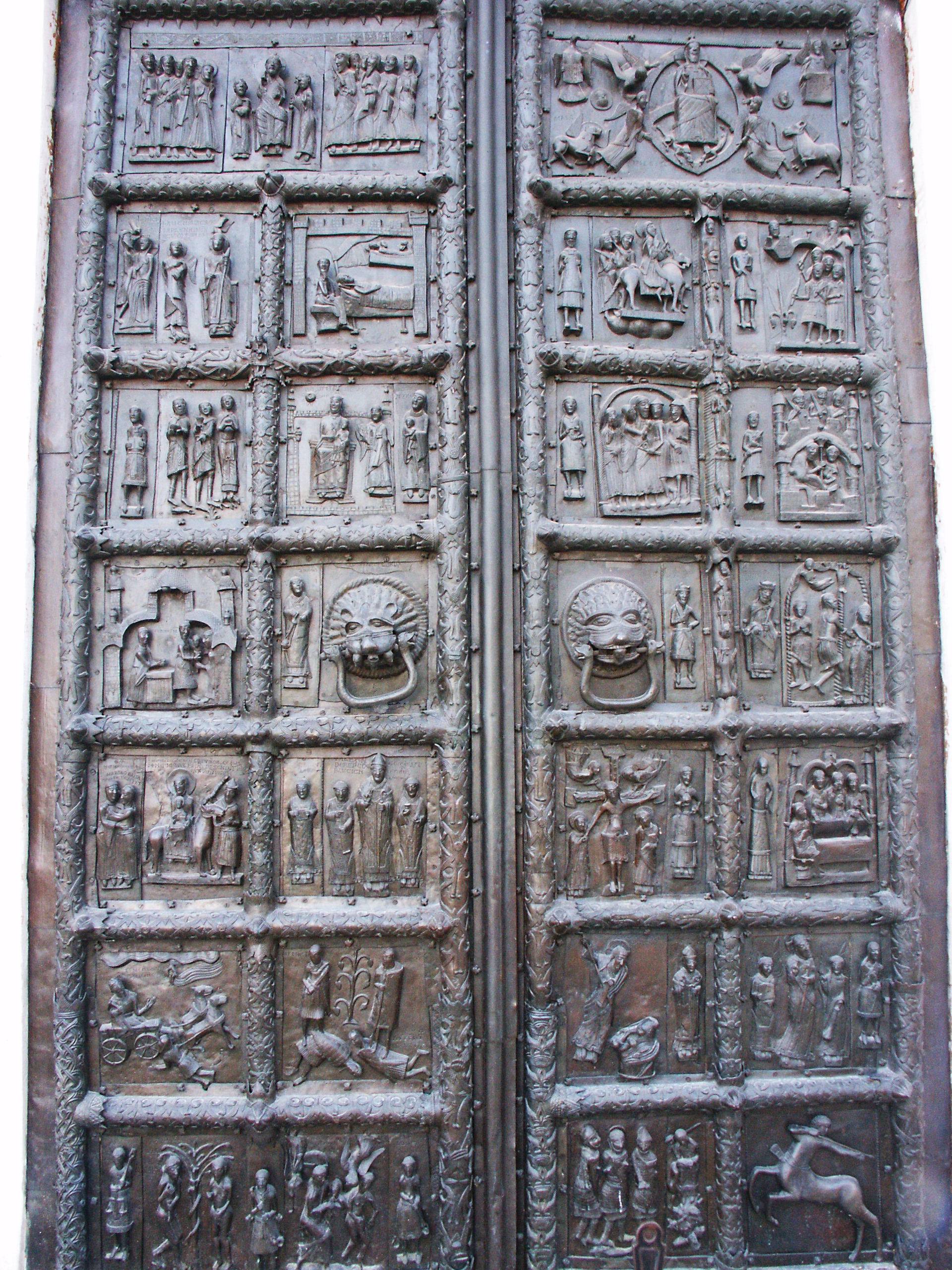
Drzwi płockie (replika)

Powstały w połowie XII w. w Magdeburgu z przeznaczeniem dla płockiej katedry. Ich fundatorem był biskup Aleksander z Malonne. Wykonano je z brązu, składały się z 26 kwater. Z dotychczasowych badań wynika, że w płockiej bazylice były ok. 250 lat. Od XV w. zdobią sobór św. Zofii w Nowogrodzie Wielkim (Rosja). Jak do tego doszło – nie wiadomo. Jedna z hipotez mówi o zrabowaniu ich już w XIII w. przez Litwinów, inna twierdzi, że zostały przekazane przez biskupów płockich jako dar dla księcia nowogrodzkiego Szymona Lingwena, brata Władysława Jagiełły. Jeszcze przed II wojną światową liczne polskie autorytety postulowały, aby rząd polski odzyskał bezcenny zabytek. Po wojnie jednak rząd komunistyczny nie był zainteresowany tą sprawą. W efekcie 23 listopada 1981 r. w katedrze umieszczono wierną kopię Drzwi Płockich, którą 28 lutego 1982 r. poświęcił prymas Polski kard. Józef Glemp. Oddzielają one kruchtę od nawy głównej.

### Nawa główna

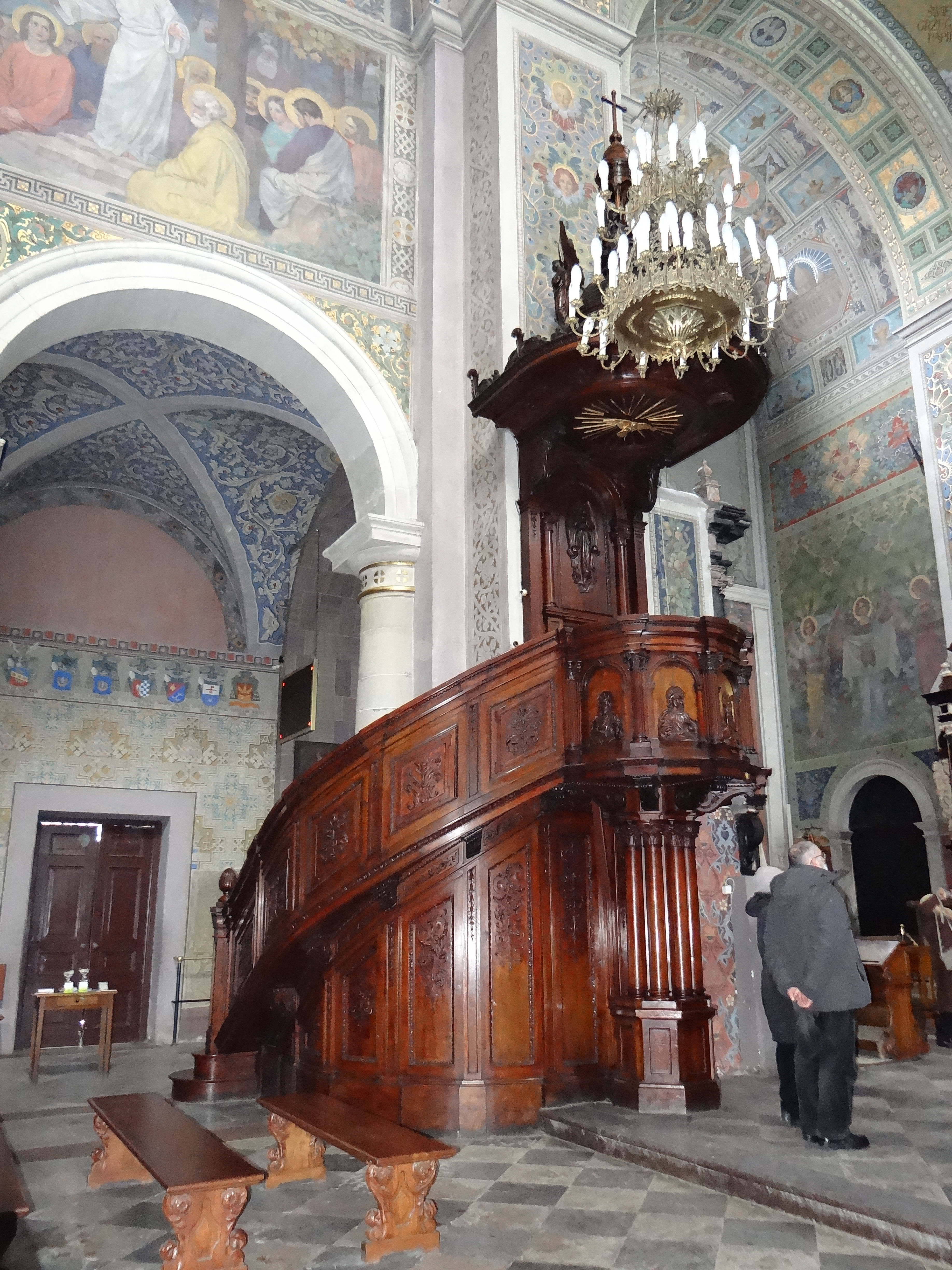
Ambona

To obok prezbiterium najwyższa część katedry. Znajduje się tam wiele interesujących dzieł. Na pierwszym od prezbiterium filarze nawy głównej umieszczona jest od 1908 r. pseudorenesansowa ambona rzeźbiona w masywnym drewnie według projektu Stefana Szyllera. Wykonana została w Warszawie. Jej piedestał stanowi wiązka sześciu kolumn wraz z wysokim cokołem. Pełna balustrada prowadząca na górę ambony podzielona jest na pięć pól przedstawiających Chrystusa, oraz czterech ewangelistów. Najbardziej okazałą częścią zabytku jest baldachim o kopulastym zwieńczeniu z wieżyczką, otoczoną czterema pełnymi rzeźbami skrzydlatych aniołów, skierowanych w cztery strony świata. Naprzeciw ambony znajduje się reprezentacyjne dzieło Piusa Welońskiego – nagrobek biskupa płockiego Michała Nowodworskiego, siedzącego w stroju pontyfikalnym i nauczającego. Nad tym pomnikiem tablica z 1868 r. ku czci znanego płockiego lekarza Stanisława Siennickiego. Od 1965 r. nieopodal nagrobka bp. Nowodworskiego znajduje się figura św. Antoniego.

### Prezbiterium

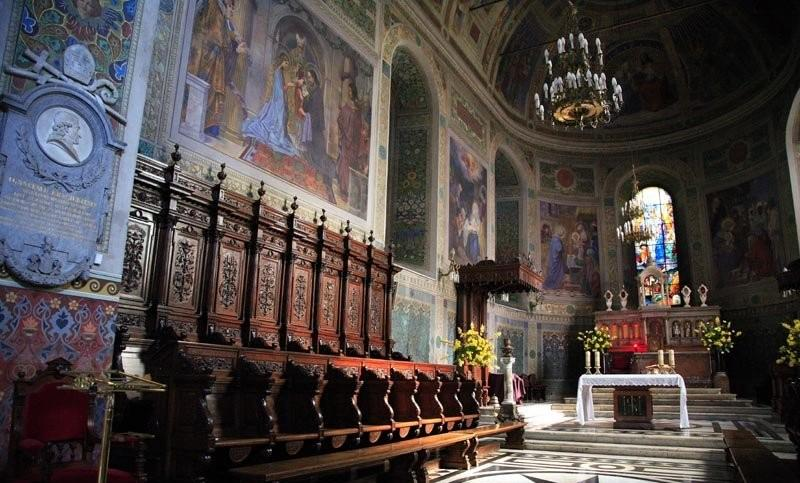
Prezbiterium katedry

Jego centralne miejsce stanowi ołtarz główny z 1937 r., wykonany z marmuru, wyłożony kamieniem. To neorenesansowe dzieło arch. Szyllera cechują właściwe proporcje i umiarkowane zdobnictwo. W niszach umieszczono osiem figurek aniołów z brązu, a w zagłębieniu centralnym figurę Chrystusa modlącego się w Ogrójcu. Rzeźby zostały zniszczone w czasie II wojny światowej. W 2007 nisze uzupełniono figurkami ośmiu świętych związanych z diecezją płocką. Ponad ołtarzem największy witraż katedry przedstawiający Wniebowzięcie Najświętszej Marii Panny.
Po bokach prezbiterium znajdują się drewniane stalle wykonane w latach 1906–1910. Wśród wyposażenia prezbiterium szczególnie wyróżnia się stalla biskupia. Dziełem sztuki snycerskiej jest także tron biskupi (po prawej stronie) z wycyzelowanym herbem kapituły płockiej, zaś arcydziełem fotel tronowy (po lewej stronie) z początku XX wieku.
W 2003 prezbiterium poddano gruntownej restauracji i nieznacznie je przebudowano. Pośrodku ustawiono posoborowy ołtarz wykonany z brązowego marmuru (z tego samego materiału zrobiono lektorium umieszczone przy wejściu do prezbiterium), zaś marmurowa balustrada oddzielająca tę część katedry od nawy głównej przeniesiono do kaplicy św. Zygmunta (w prezbiterium pozostały jedynie niewielkie jej fragmenty). Obok nowego ołtarza stoi zabytkowy, marmurowy kandelabr, w którym w okresie wielkanocnym umieszcza się paschał.
Epitafia
- bp. Ignacego Krasickiego (1880 r.)
- bp. Kacpra Borowskiego (1885 r.)

### Północna nawa boczna
Kaplica Królewska

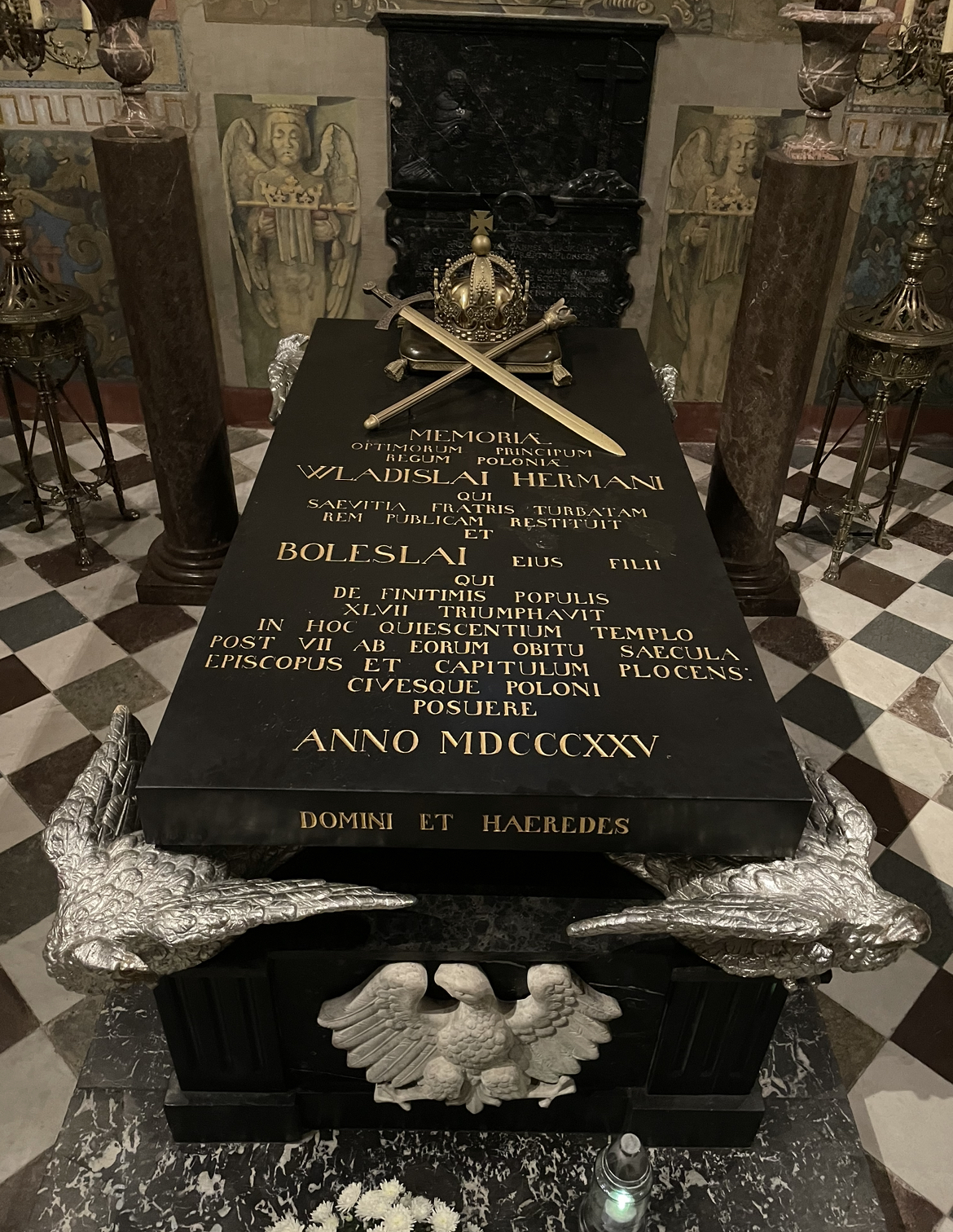
Sarkofag Władysława Hermana i Bolesława Krzywoustego

Znajduje się pod północną wieżą bazyliki. W jej podziemiach spoczywają szczątki władców Polski – Władysława Hermana i Bolesława Krzywoustego oraz piętnastu książąt mazowieckich. W średniowieczu dewastowane przez różnych najeźdźców, zostały odnalezione dopiero w 1825 r. i staraniem bp. Prażmowskiego złożone w obecnym miejscu w sarkofagu z czarnego marmuru wykonanym według projektu Zygmunta Vogla. Umieszczono na nim napis:
Władcy i dziedzice ziem: krakowskiej, sandomierskiej, śląskiej, wielkopolskiej, mazowieckiej, dobrzyńskiej, michałowskiej, łęczyckiej i Pomorza.
Na przodzie sarkofagu znajduje się orzeł z alabastru (wzorzec dla orła kościuszkowskiego), a na jego płycie złote insygnia królewskie.
Kaplicę tę nazywano dawniej głogowianą z powodu wzniesionego tu w 1580 r. w stylu późnorenesansowym epitafium humanisty, prałata Pawła Głogowskiego. Po przeciwnej stronie tablicy stoi barokowy ołtarz z czarnego marmuru przeniesiony tu w 1783 r. z kaplicy Najświętszego Sakramentu. Znajduje się tu obraz św. Kazimierza Jagiellończyka pędzla Władysława Drapiewskiego. W górnej kondygnacji ołtarza umieszczono starszą płaskorzeźbę Ostatniej Wieczerzy. Kaplica oddzielona jest od nawy bocznej neorenesansową kratą kutą w żelazie wykonaną w 1913 r. według projektu Stefana Szyllera.
W latach 2016–2017 prowadzono konserwację wnętrza kaplicy królewskiej wraz z epitafium Pawła Głogowskiego.
Lista pochowanych w Kaplicy Królewskiej:
- Władysław I Herman (zm. 1102)
- Bolesław III Krzywousty (zm. 1138)
- Bolesław IV Kędzierzawy (zm. 1173)
- Leszek Bolesławowic (zm. 1186)
- Konrad I Mazowiecki (zm. 1247)
- Bolesław II Płocki (zm. 1313)
- Kazimierz I Warszawski (zm. 1355)
- Siemowit III Starszy (zm. 1381)
- Henryk Płocki (zm. 1393)
- Siemowit IV Młodszy (zm. 1426)
- Kazimierz II Mazowiecki (zm. 1442)
- Władysław I Mazowiecki (zm. 1455)
- Władysław II Mazowiecki (zm. 1462)
- Siemowit VI Mazowiecki (zm. 1463)
- Janusz II Mazowiecki (zm. 1495)

Ołtarz św. Stanisława Szczepanowskiego

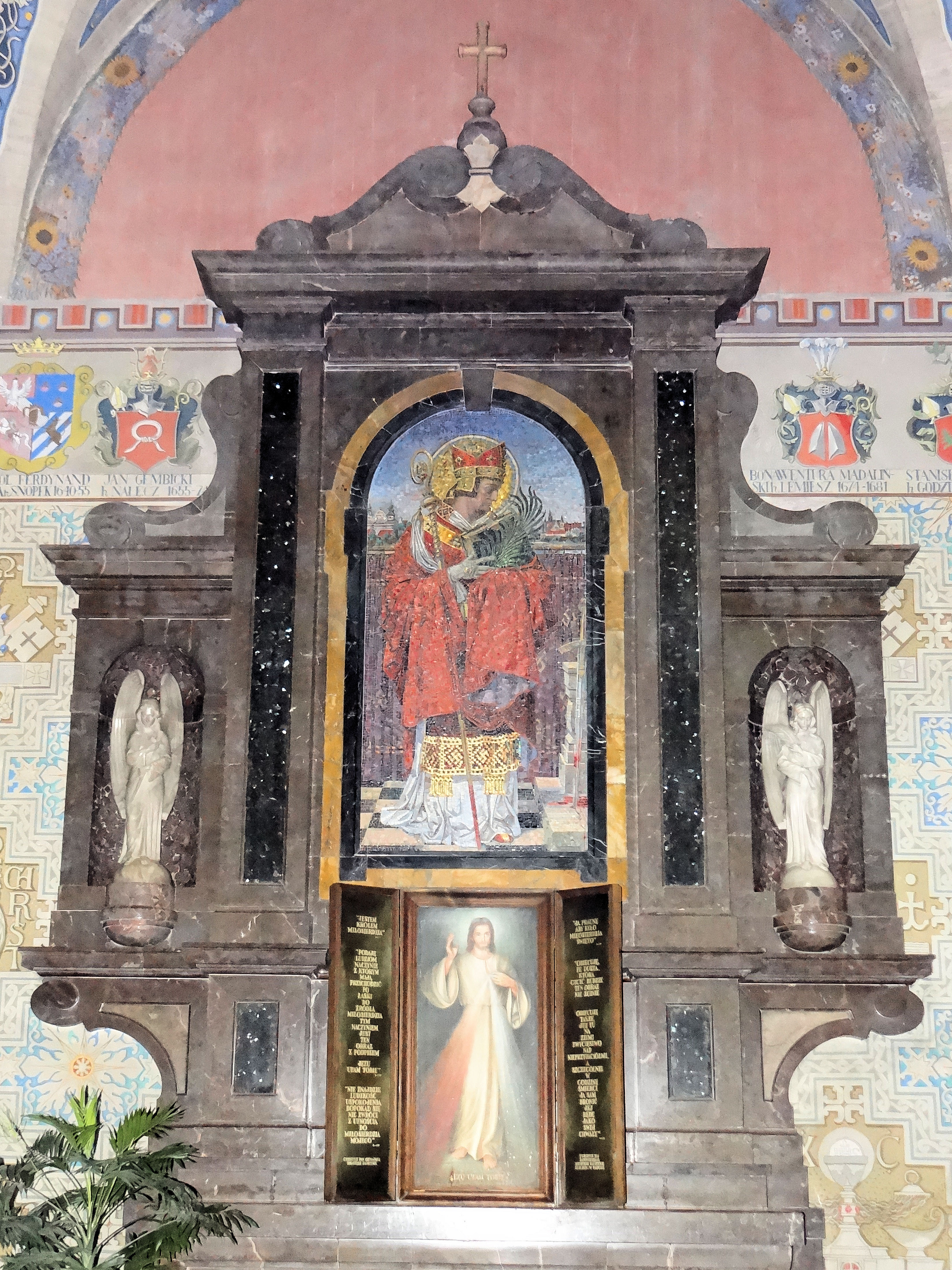
Ołtarz św. Stanisława, biskupa męczennika

Pochodzi z 1931 r. Jego projektantem jest Władysław Drapiewski. Wykonany w kieleckim marmurze techniką mozaikową; otaczają go w niszach skrzydeł bocznych umieszczone dwie alabastrowe stylizowane rzeźby aniołów, wykonane przez zakłady kamieniarskie Żurawno pod Lwowem.

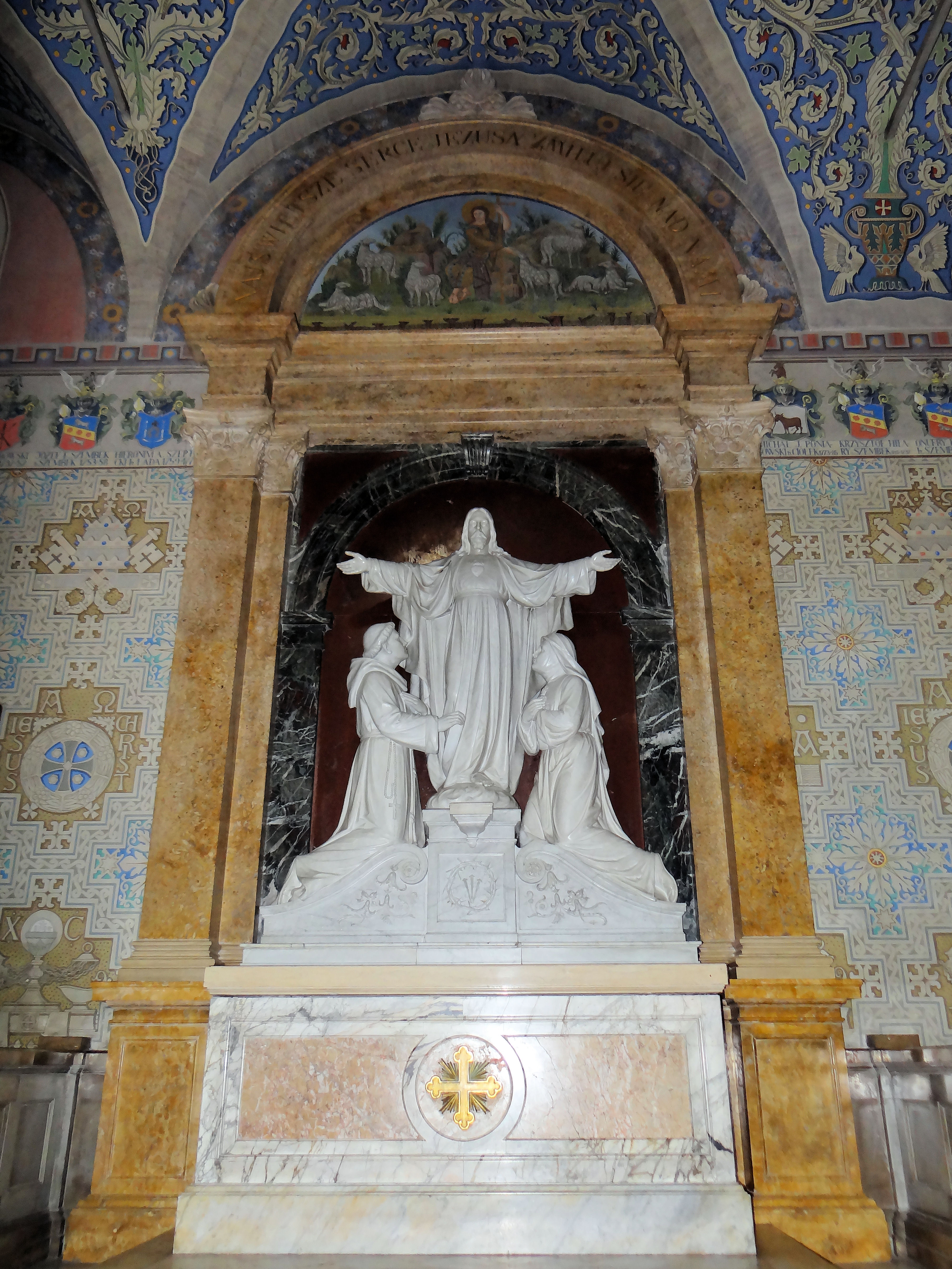
Ołtarz Serca Jezusowego
Projekt nastawy przygotował Stefan Szyller, a wykonawcą był zakład kamieniarski Urbanowskiego z Łodzi. Znajdujące się w nim figury Chrystusa oraz czcicieli Najświętszego Serca Jezusowego, św. Bonawentury i św. Małgorzaty Marii Alacoque, zostały wyrzeźbione w 1913 r. z marmuru kararyjskiego i umieszczone na tle architektonicznej nastawy z innych wielobarwnych marmurów. W tympanonie frontonu umieszczono wykonaną w Wenecji mozaikę – kopię słynnej mozaiki Dobrego Pasterza z V wieku znajdującą się w Rawennie.

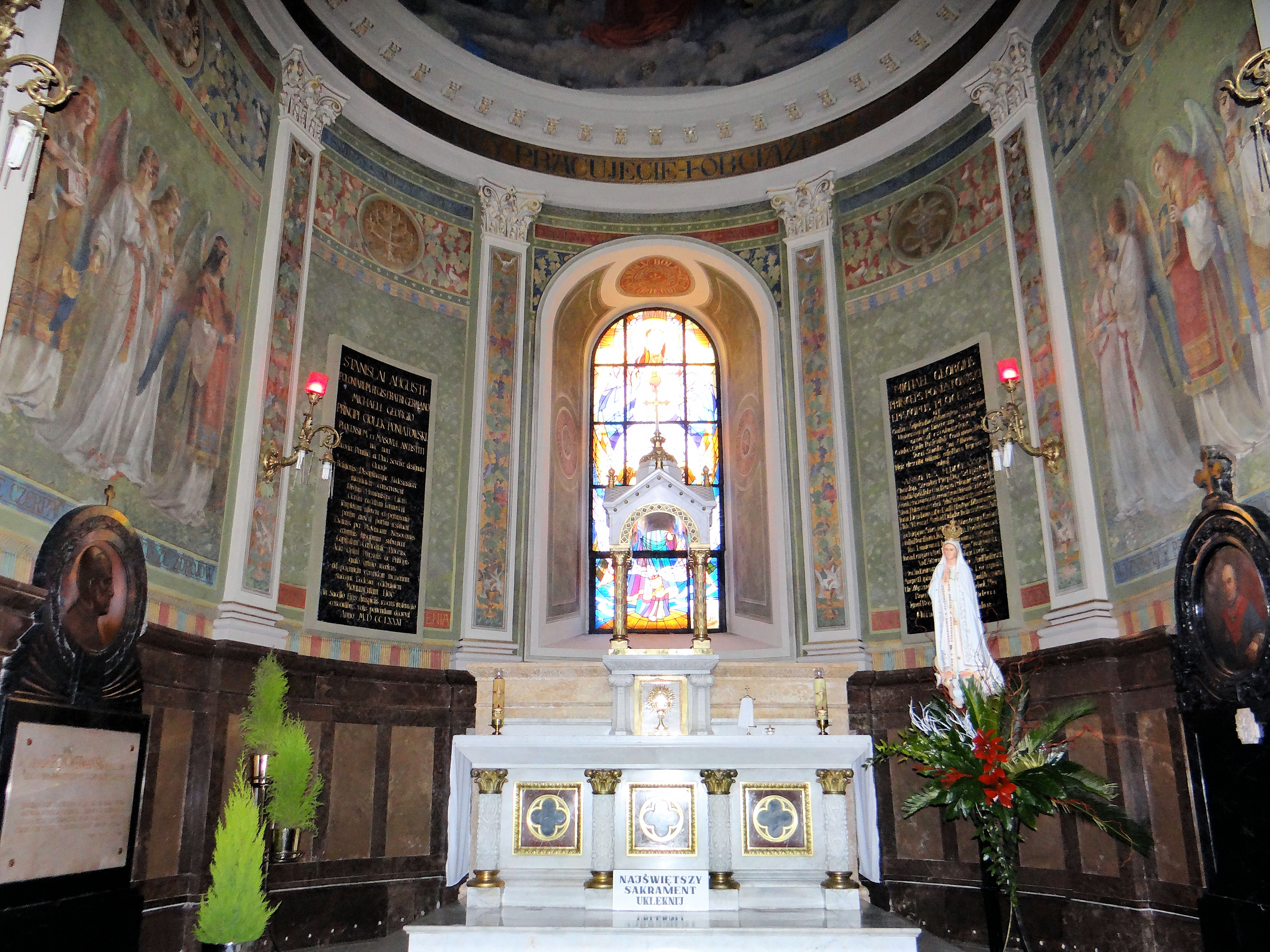
Kaplica Najświętszego Sakramentu
Jej centralne miejsce zajmuje ołtarz z tabernakulum ufundowany w 1900 r. przez bp. Michała Nowodworskiego. Jego projektantem był Józef Dziekoński. Został on wykonany z różnobarwnych marmurów i złoconego brązu w stylu neorenesansowym. Nad ołtarzem znajduje się witraż przedstawiający Serce Jezusa.
Na prawej ścianie kaplicy umieszczone jest epitafium biskupa Franciszka Pawłowskiego, zaś po lewej stronie tablica ku czci bł. Leona Wetmańskiego – biskupa pomocniczego diecezji płockiej zamordowanego w Soldau (KL) w Działdowie w 1941 r., beatyfikowanego w 1999 r. Kaplica oddzielona jest od transeptu marmurową balustradą.
Od tej części bazyliki Władysław Drapiewski rozpoczął malowanie polichromii katedry. W środku sklepienia kaplicy umieścił Chrystusa adorowanego przez aniołów, oraz symbole eucharystyczne. Na ścianach, po obu stronach przedstawił procesję aniołów.
W latach 2005–2007 miała miejsce gruntowna restauracja kaplicy. Właściwe prace (renowacja posadzki, ołtarza, zabytkowych tablic epitafijnych) trwały przez dwa lata. Ostatnim etapem prac było odnowienie polichromii tej części katedry.
Nagrobki i epitafia
- małżonków Kaleckich (1568)
- kanoników Mikołaja i Jana Cząbskich (1613)
- biskupa Jakuba Buczackiego (1549)
- kanonika Bartłomieja Niszczyckiego (1555)
- biskupa Tadeusza Pawła Zakrzewskiego (koniec XX w.)

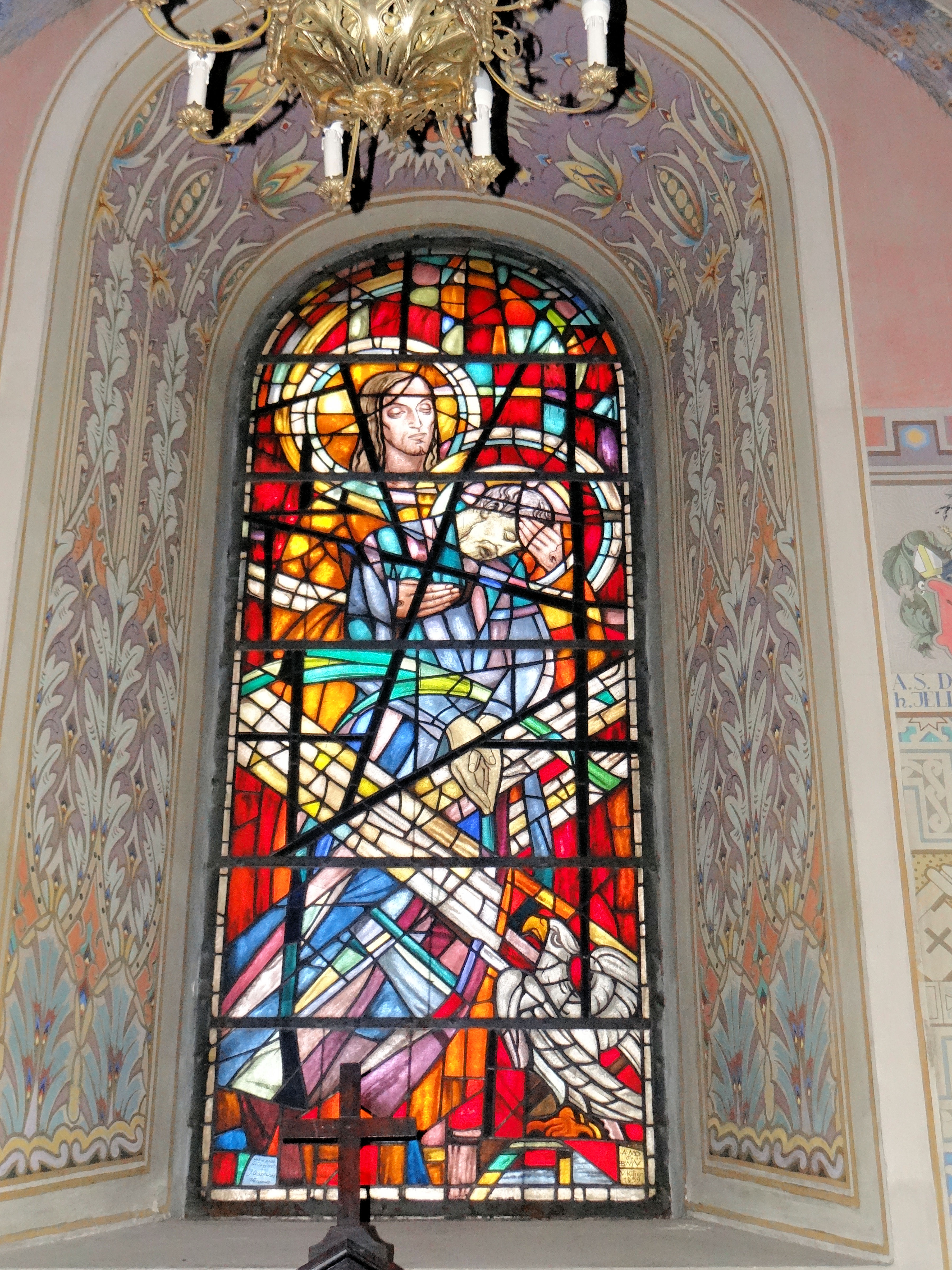
Witraż św. Andrzeja Boboli

Witraże
- św. Andrzeja Boboli
- św. Piusa X
- św. Jadwigi Królowej

Wszystkie pochodzą z 1960

### Transept (nawa poprzeczna)

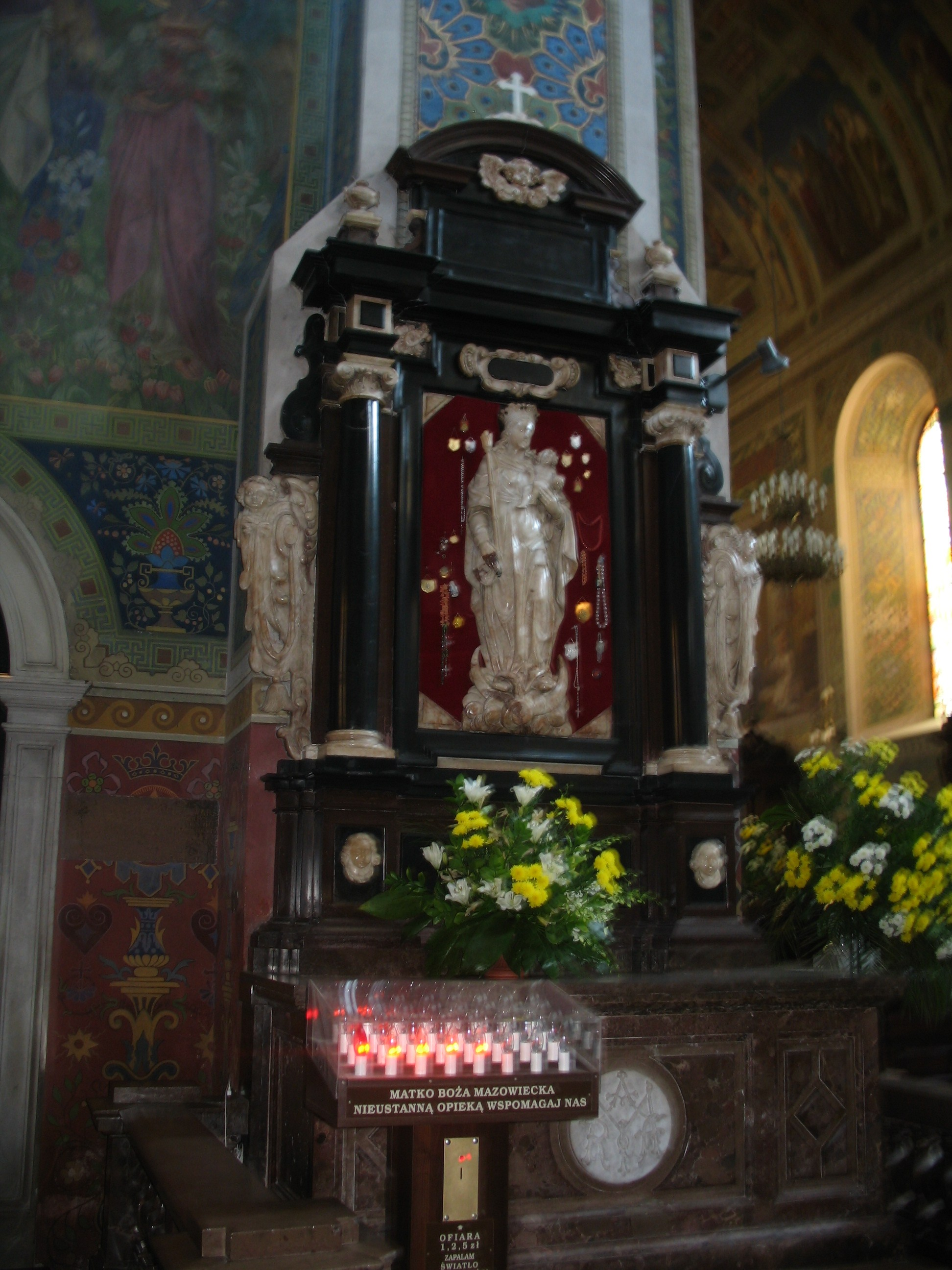
Ołtarz Matki Bożej Mazowieckiej (widok sprzed konserwacji)

Ołtarz Matki Bożej Mazowieckiej, patronki katedry
Umieszczony jest na lewym filarze przy wejściu do prezbiterium, wykonany z czarnego, brunatnego i białego marmuru w 1634. Znajduje się w nim czczona przez wiernych figura Matki Bożej Mazowieckiej, patronki katedry wykonana w białym marmurze. Dawniej ten ołtarz nazywano kapłańskim, gdyż duchowni mieli szczególny obowiązek czczenia Maryi. Ołtarz został gruntownie odnowiony w 2007.
Ołtarz Ukrzyżowania

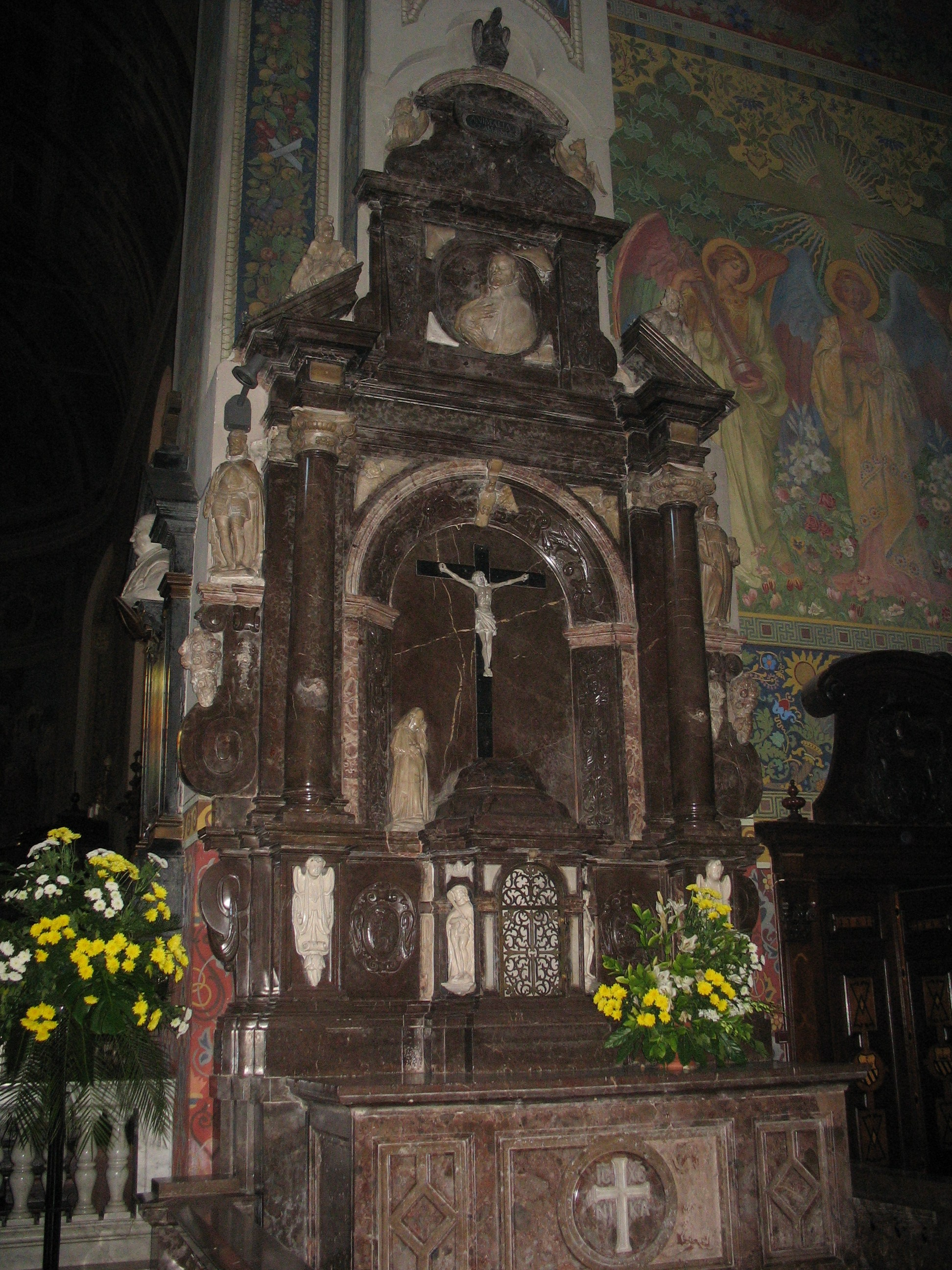
Ołtarz Ukrzyżowania (widok sprzed konserwacji)

Umieszczony jest na prawym filarze przy wejściu do prezbiterium. To najstarszy zachowany ołtarz katedry, wzniesiony w 1600 r. z zestawionego kontrastowo marmuru z alabastrem. W jego górnej kondygnacji znajduje się popiersie św. Ignacego Loyoli, zaś centrum stanowią figury Jezusa Ukrzyżowanego oraz Matki Bożej i św. Jana. Warto dodać, że do 1781 w ołtarzu przechowywany był Najświętszy Sakrament. Ołtarz został gruntownie odnowiony w 2008.
Nagrobki
- biskupa Jakuba Cieleckiego (1627)
- wojewody płockiego Stanisława Krasińskiego (1617)

### Południowa nawa boczna
Kaplica św. Rodziny (również: kaplica Sierpskich)
Znajduje się pod południową wieżą. Naprzeciw wejścia dwukondygnacyjny, renesansowy pomnik z marmuru, gdzie pochowani są wojewoda płocki Andrzej Sieprski wraz z małżonką. Po prawej stronie XVIII-wieczny ołtarz Niepokalanego Poczęcia NMP, wykonany z wielobarwnego marmuru, przeniesiony tu po ostatniej przebudowie katedry z kaplicy św. Zygmunta. W dolnej części nastawy ołtarzowej umieszczono obraz przedstawiający św. Rodzinę, zaś w północnej kondygnacji popiersie św. Waleriana. Kaplica oddzielona jest od nawy bocznej neorenesansową kratą. Obok kaplicy znajduje się tablica z nazwiskami 137 kapłanów diecezji płockiej, którzy zginęli w czasie II wojny światowej. Konserwację wnętrza kaplicy przeprowadzono w latach 2018-2019.

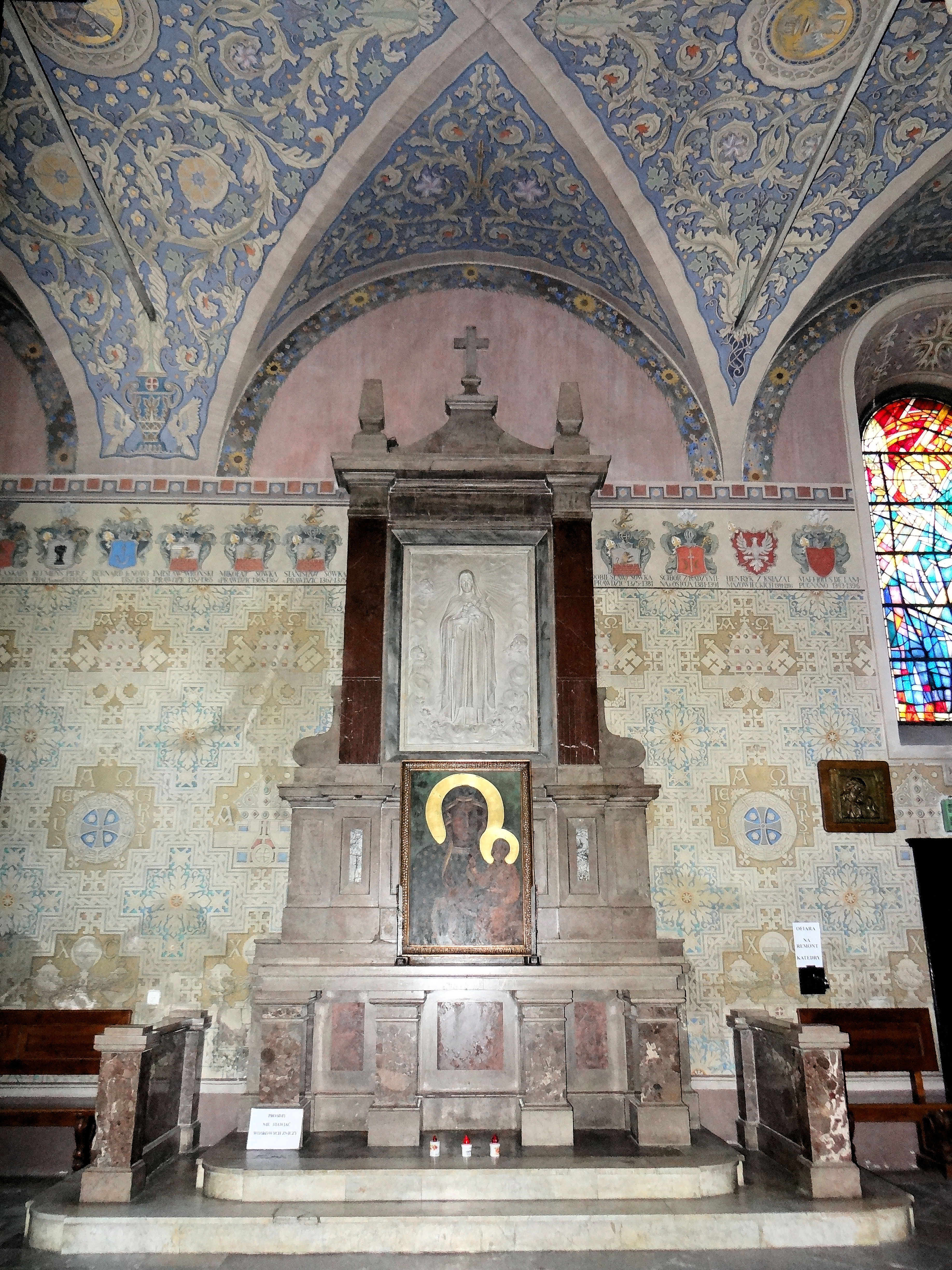
Ołtarz św. Teresy od Dzieciątka Jezus
Wykonany w 1930 w Łodzi. Sama płaskorzeźba świętej pochodzi zaś z Włoch.
Ołtarz św. Stanisława Kostki

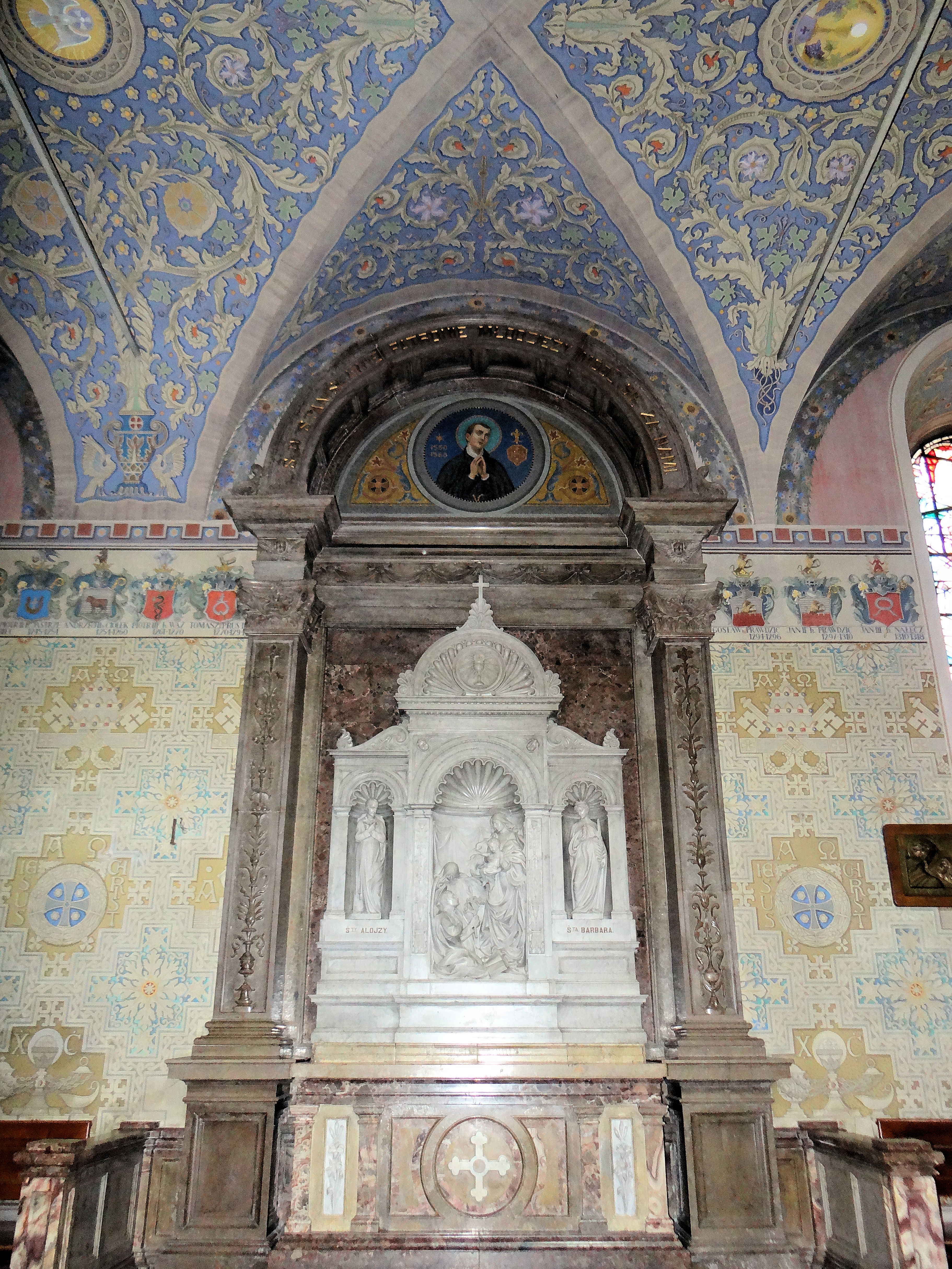
Ołtarz św. Stanisława Kostki, głównego patrona diecezji płockiej

Wykonany w 1909 r. z wielobarwnego marmuru, według projektu Stefana Szyllera. W górnej części znajduje się mozaika patrona ołtarza, poniżej figury Matki Bożej, oraz św. Alojzego i św. Barbary. Ołtarz ten został ufundowany przez młodzież miasta Płocka.
Kaplica św. Zygmunta, patrona Płocka

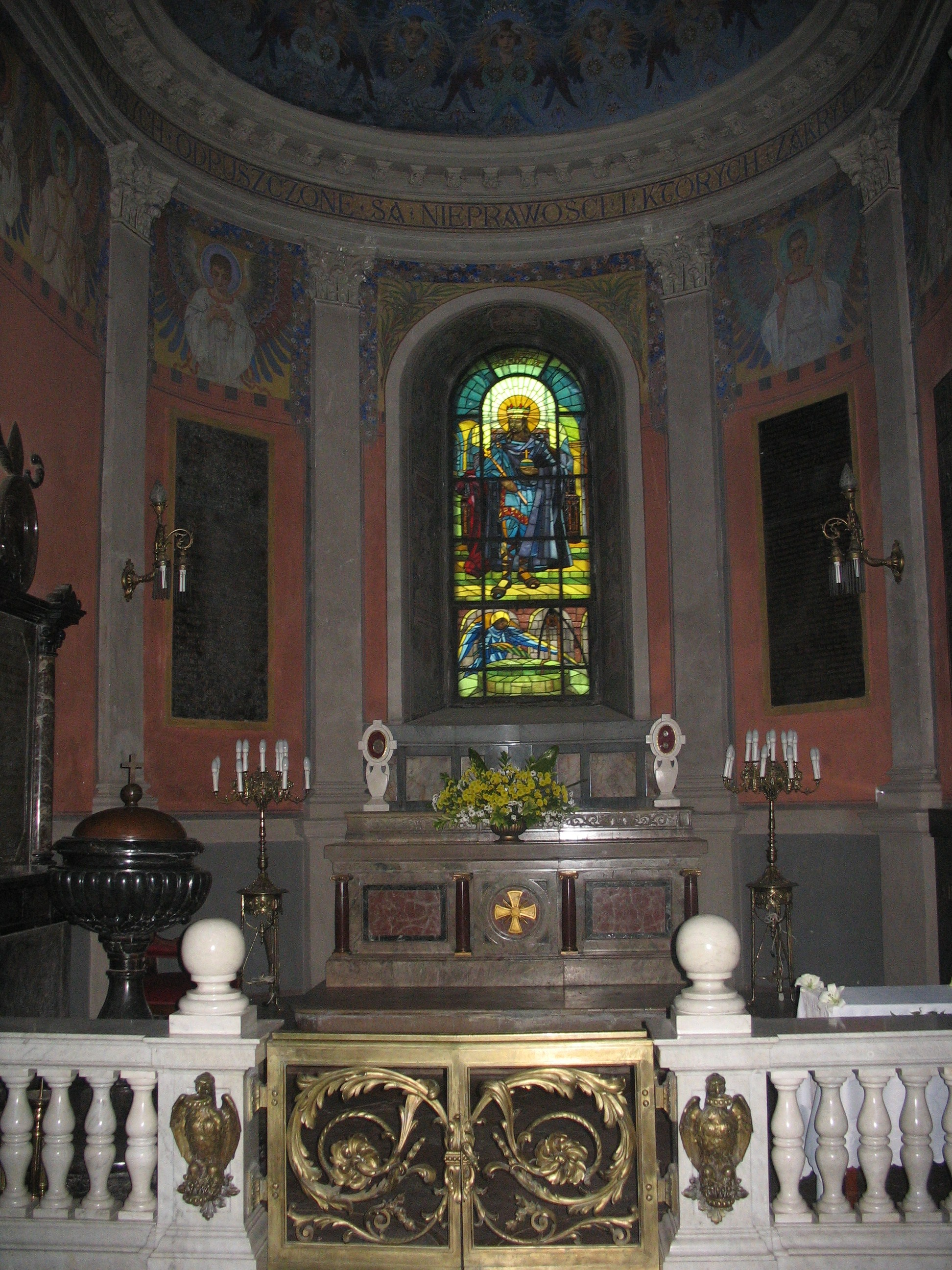
Kaplica św. Zygmunta, patrona Płocka i parafii katedralnej

Jej główną część stanowi ołtarz z wielobarwnego marmuru wykonany w 1913 r. według projektu Stefana Szyllera. Jest to najbardziej skromny ołtarz bazyliki. Nad nim umieszczono wykonany w 1956 r. witraż św. Zygmunta. Kaplica ta została zniszczona podczas bombardowania katedry we wrześniu 1939.
Na ścianach bliżej wejścia widnieją dwie rzeźby nagrobne: biskupa Konstantego Plejewskiego, zm. w 1838 r., oraz bł. Antoniego Juliana Nowowiejskiego – męczennika z Działdowa, beatyfikowanego w 1999 r. Jednak w tym drugim przypadku to tylko pomnik symboliczny, ciała abp. Nowowiejskiego nigdy nie odnaleziono. W kaplicy znajduje się barokowa, XVIII-wieczna chrzcielnica z czarnego marmuru na dwustopniowej podstawie. Ponadto nieopodal wejścia znajduje się obraz Jana Pawła II. Od 2003 r. kaplica oddzielona jest od pozostałej części katedry marmurową balustradą, przeniesioną tu z prezbiterium.
W latach 2016 oraz 2019–2020 przeprowadzono konserwację wnętrza kaplicy.
Nagrobki i epitafia
- kanonika Stanisława Dunin-Wolskiego (1602)
- biskupa Piotra Dunina Wolskiego (koniec XVI w.)
- biskupa Stanisława Łubieńskiego (1640)
- kanonika Pawła Potrykowskiego (XVII w.)
- biskupa Teodora Machczyńskiego (XVIII w.)
- biskupa Bogdana Mariana Sikorskiego (koniec XX w.)

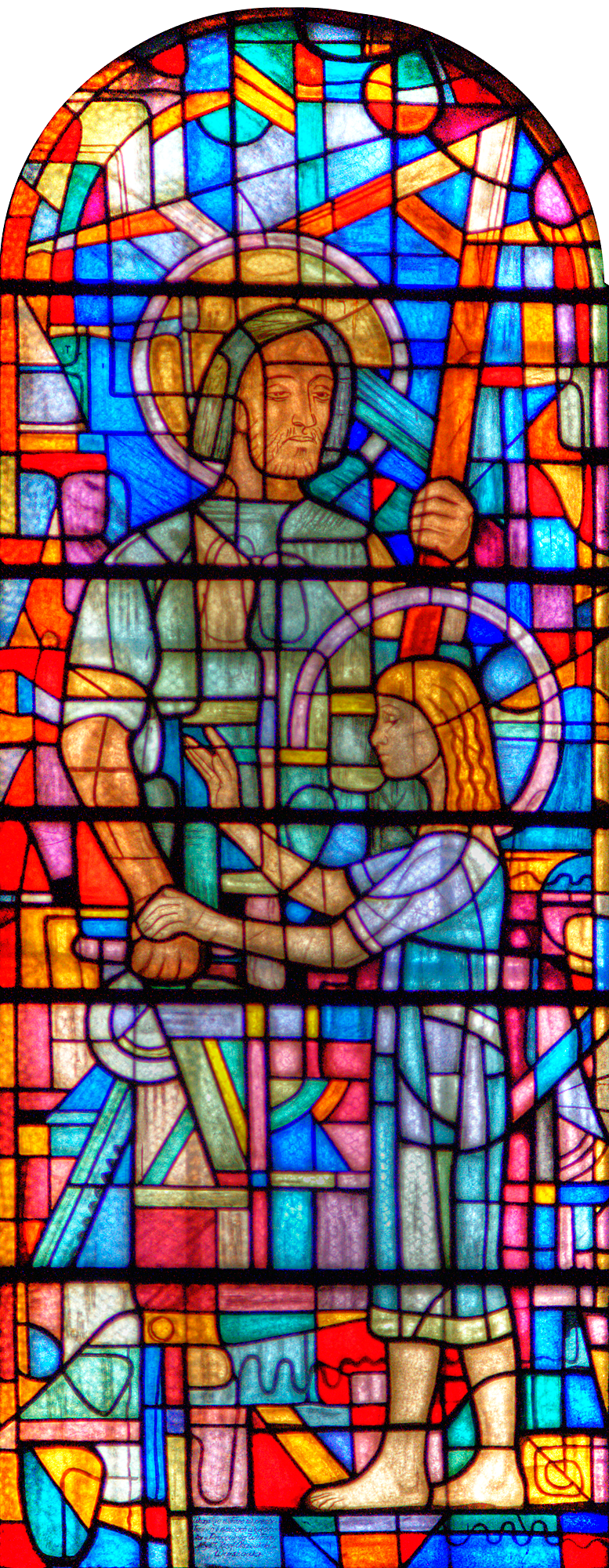
Witraż św. Józefa Robotnika

- druha Wacława Milke (2009)

Witraże
- św. Józefa Robotnika
- św. Wojciecha
- św. Jacka Odrowąża

Wszystkie witraże pochodzą z 1960.

### Polichromia

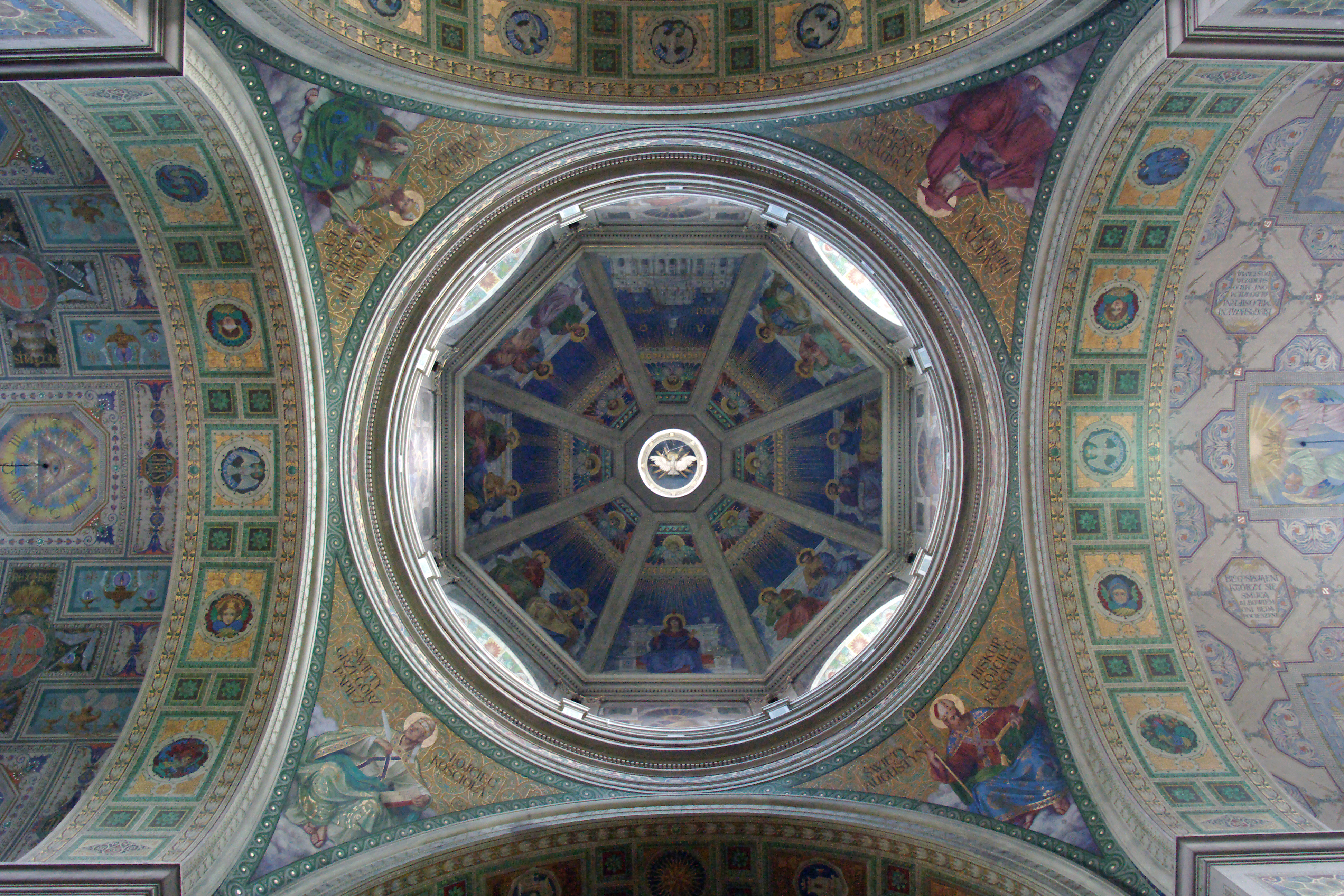
Polichromia nawy głównej z widokiem na wnętrze kopuły

Wykonana na początku XX w. przez Władysława Drapiewskiego, jeden z najciekawszych elementów katedry. Obrazy zajmujące wszystkie ściany katedry przestawiają m.in. sceny biblijne, czy wizerunki Maryi z Litanii Loretańskiej.
W 2003 polichromia nawy bocznej została zdewastowana przez wandali, którzy namalowali na niej sprayem krzyże satanistyczne. Mimo początkowych obaw zostały bez naruszania oryginalnych malowideł usunięte w 2004. Ciekawym elementem polichromii są herby prawie wszystkich biskupów płockich od bp. Marka do abp. Stanisława Wielgusa. Jednakże herb abp. Wielgusa jest ostatnim jaki zmieścił się w przeznaczonym do tego miejscu w nawach bocznych. Do tej pory nie został namalowany herb jego następcy – bp. Piotra Libery.

### Organy

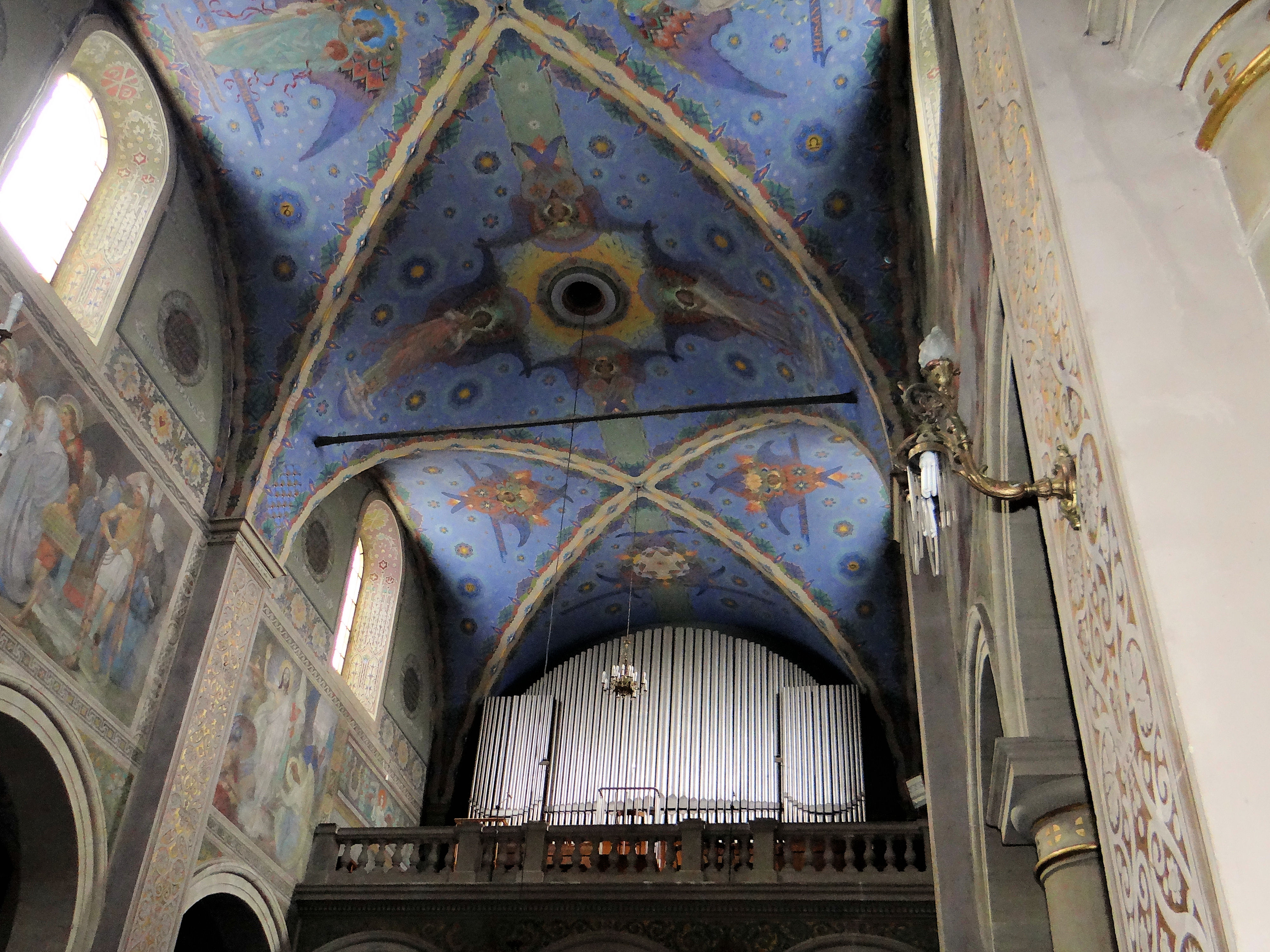
Organy katedry

Zbudowane w 1907 przez firmę Wilhelma Sauera z Frankfurtu nad Odrą dla kościoła w Żarach. Po wojnie, na początku lat 50. XX w., wyjęte z nieczynnego kościoła poewangelickiego i przewiezione do Płocka, gdzie organmistrz Dominik Biernacki zainstalował je, rekonstruując liczne brakujące elementy. Płocki instrument dysponuje 4 manuałami i klawiaturą nożną (pedałem). Organy te należą do największych i najciekawszych w kraju. Posiadają trakturę pneumatyczną, 66 głosów (około 4300 piszczałek, najmniejsza 10 mm, a największa 6 m), wbudowane dzwony rurowe oraz dobudowany w latach 70. 7-głosowy pozytyw, którego 638 piszczałek rozmieszczono w kopule katedry. Użycie tego pozytywu (naukowo nazywanego z niemiecka Fernwerkiem) pozwala na uzyskanie efektu daleko grających organów, słyszalnych jakby z niebiańskiej dali. Wybrane przez Sauera głosy o pięknym, romantycznym tembrze pozwalają na zastosowanie wiele różnych kombinacji brzmieniowych. Jest to instrument reprezentujący sobą romantyczny nurt w budownictwie organowym i jest jednym z najlepszych jego przykładów.
Co roku w maju i czerwcu w katedrze odbywa się Płocki Międzynarodowy Festiwal Muzyki Organowej, podczas którego występują artyści z kraju i z zagranicy.
Dyspozycja instrumentu:
| Manuał I           | Manuał II                 | Manuał III              | Manuał IV        | Pedał               |
|                    |                           |                         | *                |                     |
| ------------------ | ------------------------- | ----------------------- | ---------------- | ------------------- |
| 1. Burdon 16'      | 1. Kwintaton 16'          | 1. Gedekt 16'           | 1. Gedekt 8’     | 1. Subkontrabas 32' |
| 2. Pryncypał 16'   | 2. Pryncypał 8'           | 2. Pryncypał 8'         | 2. Rurflet 4’    | 2. Wiolonbas 16'    |
| 3. Pryncypał 8'    | 3. Salicet 8'             | 3. Burdon 8'            | 3. Pryncypał 2’  | 3. Pryncypał 16'    |
| 4. Dubelflet 8'    | 4. Flet odkryty 8'        | 4. Kwintaton 8'         | 4. Kwinta 1 1/3’ | 4. Subbas 16'       |
| 5. Gamba 8'        | 5. Gedekt 8'              | 5. Flet harmoniczny 8'  | 5. Tercja 1 3/5’ | 5. Kwintbas 10 2/3' |
| 6. Gemshorn 4'     | 6. Oktawa 4'              | 6. Aeolina 8'           | 6. Mixtura 3X    | 6. Oktawbas 8'      |
| 7. Rurflet 8'      | 7. Kwintaton 4'           | 7. Vox coelestis 8'     | 7. Cymbel 3X     | 7. Fletbas 8'       |
| 8. Oktawa 4'       | 8. Flet minor 4'          | 8. Oktawa 4'            |                  | 8. Cello 8'         |
| 9. Rurflet 4'      | 9. Róg nocny 2'           | 9. Blokflet 4'          |                  | 9. Tercbas 6 2/5'   |
| 10. Superoktawa 2' | 10. Nasard 2 2/3'         | 10. Flet dolce 4'       |                  | 10. Fletbas 4'      |
| 11. Flet 2'        | 11. Kwinta szumiąca 2 2/3 | 11. Gemshorn 2'         |                  | 11. Oktawa 4'       |
| 12. Kwinta 2 2/3'  | 12. Sifflet 1'            | 12. Róg nocny 2'        |                  | 12. Flet 2'         |
| 13. Pikolo 1'      | 13. Tecja 1 3/5'          | 13. Nasard 2 2/3'       |                  | 13. Mixtura 4x      |
| 14. Kwinta 1 1/3'  | 14. Superkwinta 1 1/3'    | 14. Sesguialtera 2 2/3' |                  | 14. Puzon 16'       |
| 15. Kornet 5x      | 15. Szarf 5x              | 15. Cymbel 3x           |                  | 15. Trompet 8'      |
| 16. Mixtura 4x     | 16. Klarnet 8'            | 16. Rankiet 16'         |                  |                     |
| 17. Trompet 8'     | Dzwony A-e                |                         |                  |                     |
| 18. Dulcjan 8'     |                           |                         |                  |                     |

### Skarbiec katedralny

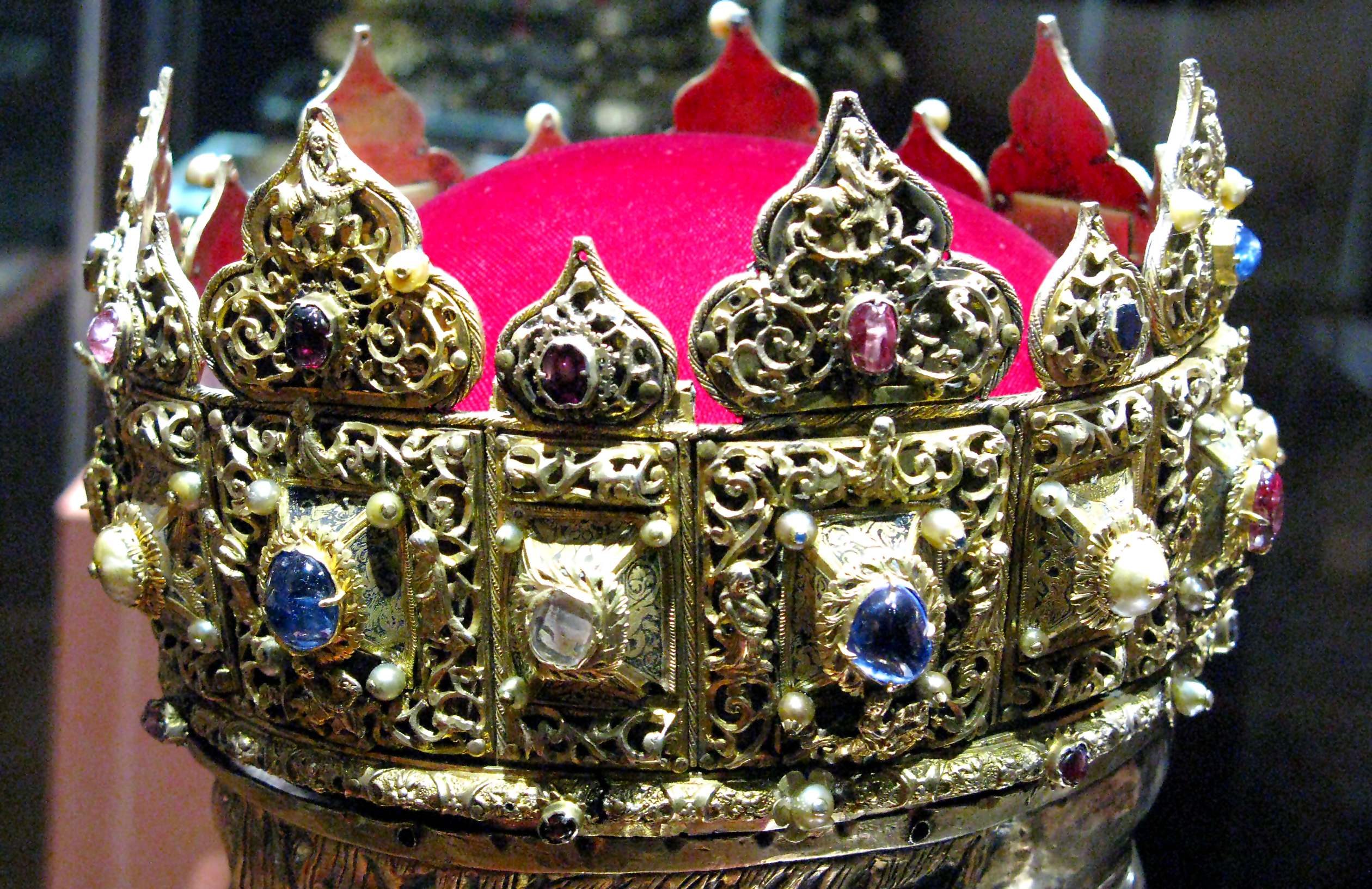
Diadem płocki, korona książęca przypisywana Konradowi I mazowieckiemu

Znajduje się nad północną zakrystią. W okresie od XIII w., aż do końca I Rzeczypospolitej wieku należał do najbogatszych w Polsce. Obecnie większość jego zbiorów przeniesiono do pobliskiego Muzeum Diecezjalnego.
Najcenniejsze eksponaty:
- Kielich z pateną fundacji Konrada mazowieckiego (XIII w.)
- Relikwiarz hermowy św. Zygmunta fundacji Kazimierza Wielkiego (XIV w.). Zawiera czaszkę świętego. Na hermę wykonaną ze srebrnej blachy nałożono w XVII w. (złotnik Stanisław Zemelka z Płocka) złotą koronę z XIII wieku, zapewne ofiarowaną niegdyś katedrze przez któregoś z władców. Jest to bodaj najstarsza z zachowanych koron polskich. Wiązana bywa z Konradem mazowieckim lub którymś z książąt krakowskich przez analogię do złotego krzyża, wykonanego z dwóch podobnych, choć skromniejszych diademów, przechowywanego w skarbcu katedralnym w Krakowie.

- Puszka czerwińska, składająca się z pięciu części pochodzących z różnych wieków.
- Ołtarz polowy Konstancji Austriaczki.

## Dzwony
Pojawiły się w wieżach katedry w XV w. Ufundował je biskup płocki Kazimierz. Ze względu na pogarszający się stan techniczny wież, w 1492 dzwony przeniesiono do Baszty Wysokiej zamku płockiego. W XVIII w. było już sześć dzwonów o imionach: św. Zygmunt, Niedzielnik, Biskup Jakub, Św. Jan, Za konających, oraz nieużyteczny dzwon bez serca. W czasie I wojny światowej Niemcy dzwony zarekwirowali i przetopili. Po wojnie zostały odtworzone i w 1922 poświęcono pięć nowych dzwonów św. Zygmunt, św. Wojciech, św. Stanisław Kostka, Maryja i św. Antoni. Wszystkie one zostały zrabowane w 1941. Po zakończeniu okupacji w 1948 zamówiono nowy dzwon św. Stanisław Szczepanowski Męczennik.
Z inicjatywy biskupa płockiego Zygmunta Kamińskiego w 1995 wykonano i zamontowano trzy nowe dzwony: św. Jakub Apostoł, św. Stanisław Kostka i bł. Siostra Faustyna. Są one napędzane elektrycznie i sterowane elektronicznie.

## Krypta biskupia
- bp Apolinary Wnukowski, biskup płocki (zm. 1908)
- bp Tadeusz Paweł Zakrzewski, biskup płocki (zm. 1961)
- bp Piotr Dudziec, biskup pomocniczy (zm. 1970)
- bp Bogdan Sikorski, biskup płocki (zm. 1988)

Otwarta corocznie w dniach 1–2 listopada.

## Kapituła katedralna
Przy płockiej katedrze kapituła wykształciła się na przełomie XI i XII w. W połowie XII w. składała się ona już z sześciu godności: prepozyta, scholastyka, kustosza, dziekana, archidiakona, kantora, oraz osiemnastu kanoników gremialnych.
Od początku XIII w. do godności prałackich przybyły jeszcze urzędy: kanclerza, archidiakona dobrzyńskiego i archidiakona pułtuskiego. Liczba kanonikatów w ciągu wieków wzrastała i w połowie XVIII stulecia wynosiła już dwadzieścia siedem osób. Za rządów diecezją płocką biskupa Michała Jerzego Poniatowskiego w drugiej połowie XVIII w. nastąpiła częściowa redukcja niektórych godności. W jej wyniku pozostały w kapitule katedralnej w Płocku cztery urzędy, tzw. prałatury: prepozyta, archidiakona płockiego, archidiakona pułtuskiego, kustosza, a liczba kanoników gremialnych została zmniejszona do ośmiu. Taki stan utrzymał się do chwili obecnej z tym, że w 1903 r. nastąpiła zmiana nazwy prałatur na: prepozyta, archidiakona, dziekana i scholastyka.
Obecny skład kapituły katedralnej płockiej:
- bp Mirosław Milewski – prepozyt
- ks. inf. Marek Smogorzewski – prałat archidiakon
- ks. prał. Kazimierz Ziółkowski – prałat dziekan
- ks. prał. Kazimierz Dziadak – prałat scholastyk
- ks. kan. Tomasz Kadziński
- ks. prał. Ryszard Czekalski
- ks. prał. Daniel Brzeziński
- ks. kan. Janusz Filarski
- ks. kan. Marek Zawadzki
- ks. kan. Tadeusz Kozłowski
- ks. kan. Stefan Cegłowski

Źródło: oficjalna strona bazyliki katedralnej

## Parafia katedralna
Katedra w Płocku jest siedzibą rzymskokatolickiej parafii pod wezwaniem św. Zygmunta. Parafia wchodzi w skład dekanatu płockiego zachodniego.

## Wieczysta Adoracja Najświętszego Sakramentu w katedrze płockiej
Katedra płocka, mocą dekretu biskupa płockiego Piotra Libery jest świątynią, w której ma miejsce wieczysta adoracja Najświętszego Sakramentu. Odbywa się ona w dni powszednie od godz. 9:30 do 18:00. W tym czasie jest możliwość przystąpienia do spowiedzi.